# Wegberg

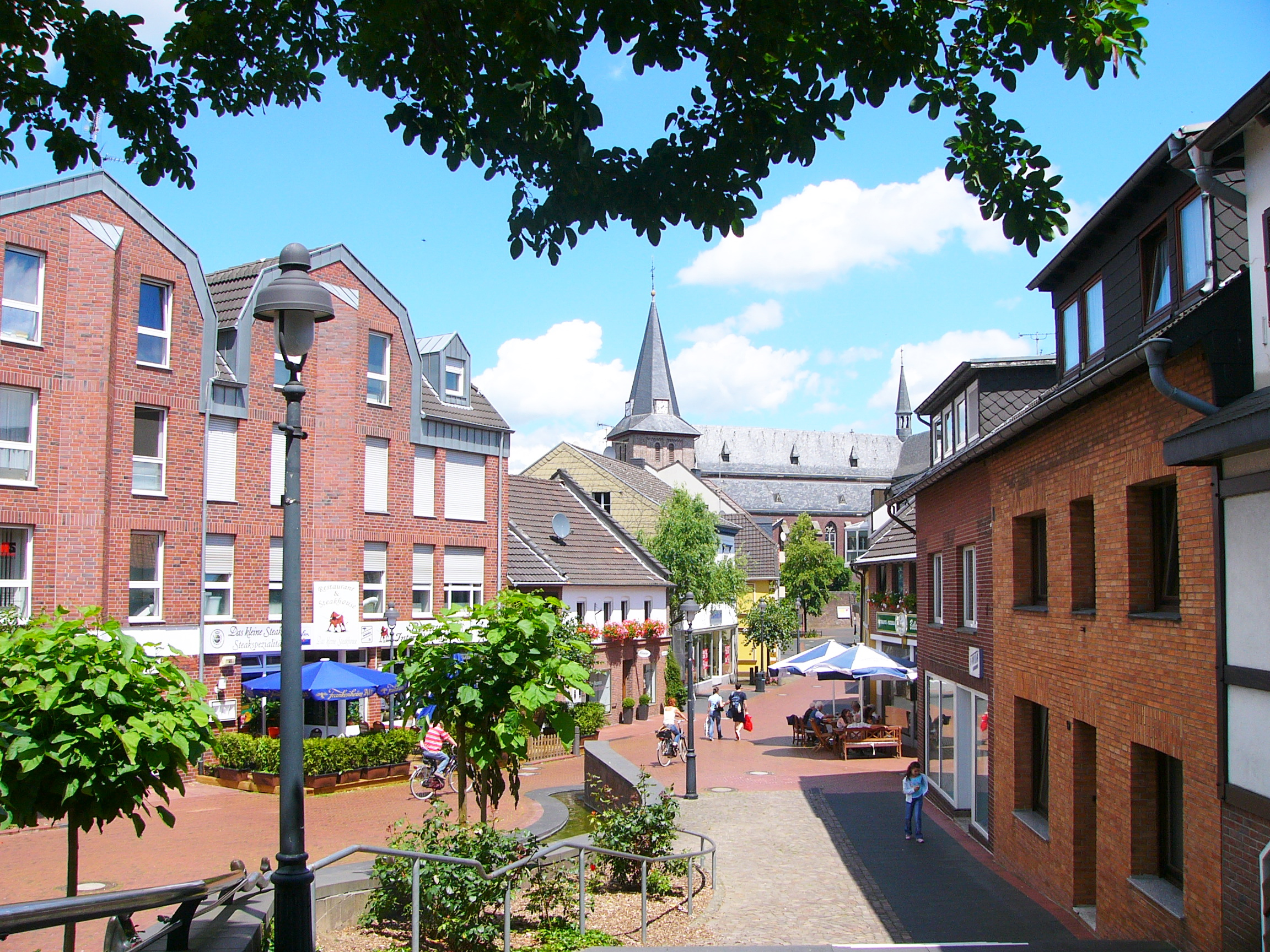
Fußgängerzone Hauptstraße

Wegberg ist eine mittlere kreisangehörige Stadt des Kreises Heinsberg im Regierungsbezirk Köln in Nordrhein-Westfalen (Deutschland). Sie grenzt an die Niederlande. Die 14 historischen Wassermühlen um den Hauptort haben dazu geführt, dass der Stadt 2015 die Bezeichnung Mühlenstadt verliehen wurde.

## Geographie

### Lage und Ausdehnung
Die Stadt Wegberg liegt im Norden des Kreises Heinsberg, wenige Kilometer westsüdwestlich von Mönchengladbach im Quellgebiet der Schwalm. Sie liegt an der Grenze zwischen Deutschland und den Niederlanden.
Die höchste Stelle im Stadtgebiet liegt 88 m ü. NN, die niedrigste bei 49 m ü. NN.
Die Gemeinde hat ihre größte Ausdehnung mit 16,7 Kilometern in nordwestlich/südöstlicher Richtung.
Auf dem fast 85 km² großen Stadtgebiet liegen rund 40 Ortschaften.

### Landschaft
Wegberg liegt auf der Schwalm-Nette-Platte, einer Teillandschaft des Niederrheinischen Tieflandes. Die Landschaft ist geprägt durch Äcker, Wälder und Bruchgebiete, die hier ständig wechseln. Die Umgebung der südlichen Gemeindegrenze stellt auch eine Landschaftsgrenze dar. Hier beginnt die Erkelenzer-Bördelandschaft der Niederrheinischen Bucht.

### Stadtgliederung
Die Stadt Wegberg selbst besteht aus den 40 Ortsteilen Arsbeck, Beeck, Beeckerheide, Berg, Bischofshütte, Bissen bei Beeck, Bissen, Broich, Brunbeck, Busch, Dalheim-Rödgen, Ellinghoven, Felderhof, Flassenberg, Gerichhausen, Gripekoven, Harbeck, Holtmühle, Holtum, Isengraben, Kehrbusch, Kipshoven, Klinkum, Mehlbusch, Merbeck, Moorshoven, Petersholz, Rath-Anhoven, Rickelrath, Schönhausen, Schwaam, Tetelrath, Tüschenbroich, Uevekoven, Venheyde, Venn, Watern, Wegberg und Wildenrath.

## Geschichte

### Mittelalter und Neuzeit
Unter dem Namen Berck wurde Wegberg erstmals in einer Urkunde des Kaisers Otto I. aus dem Jahre 966 erwähnt. Der Ort gehörte damals zum Mühlgau. Der heutige Name Wegberg entstand etwa im 14. Jahrhundert und erklärt sich aus der Lage des Ortes an einer alten Heerstraße, die hier die Schwalm überquerte.
Mitten durch den Ort Wegberg verlief, entlang der Schwalm zwischen Mühlenbach und Beeckbach, jahrhundertelang die Grenze zwischen den Herzogtümern Geldern und Jülich.

Schöffensiegel Wegbergs Anfang des 17. Jahrhunderts mit der Umschrift: Gelrischer Scheffen-Segel zu Wegberck. In der Mitte zeigt das Siegel den Pfarrpatron St. Petrus, ein Kreuz (wohl mit Bezug auf das Kreuzherrenkloster) und anscheinend ein Brot (Weck).

Von 1543 bis 1794 gehörte das ehemals geldrische Wegberg, das im Oberquartier Roermond lag, zu den Habsburgischen Niederlanden. Seit 1713 lag die Stadt in Österreichisch Geldern.
Der jülichische Teil Wegbergs lag in der Unterherrschaft Tüschenbroich, das als Wassenberger Lehen seit 1624 den Freiherrn von Spiering gehörte. Im Jahre 1639 übertrug Franz v. Spiering das Patronat an die in Wegberg ansässige Kirche des Kreuzherrenordens, die im Ort ein Kloster gegründet hatte.
1794 eroberten französische Revolutionstruppen das linke Rheinufer. 1797 verzichtete der römisch-deutsche Kaiser Franz II. in seiner Eigenschaft als Landesherr der habsburgischen Erblande im Frieden von Campo Formio auf seine linksrheinischen Gebiete, die nunmehr völkerrechtlich zu Frankreich gehörten. Das ehemals geldrische Wegberg lag nun im Kanton Cruchten (heute Niederkrüchten), Département Meuse-Inférieure (Niedermaas).
Nach 1794 wurde das jülichische Wegberg mit Tüschenbroich zu einer Gemeinde zusammengefasst. Diese wurde 1801 durch den Frieden von Lunéville offizieller Bestandteil Frankreichs und lag im Kanton Erkelenz, Département de la Roer. Beim Wiener Kongress 1815 gelangten beide Ortsteile an Preußen, Kreis Erkelenz. 1820 erfolgte die Vereinigung zur Bürgermeisterei Wegberg.
1937 ließ die Gemeinde Wegberg vom Architekten Heinrich Bartmann ein neues Rathaus bauen.
Am 23. Februar 1945, dem ersten Tag der Operation Grenade, überwanden Teile der 9. US-Armee die Rur und rückten östlich der Rur nach Norden vor.
Sie befreiten am 27. Februar Wegberg, Millich, Schauffenberg, Ratheim, Luchtenberg, Orsbeck, Wassenberg und zwei weitere Orte.
Der Gemeinde Wegberg wurden am 5. Juni 1973 die Stadtrechte zuerkannt.

### Eingemeindungen
Durch die kommunale Neugliederung wurde das Gemeindegebiet am 1. Januar 1972 erweitert. Die Gemeinden Arsbeck und Wildenrath wurden aufgelöst und Wegberg zugeschlagen, hinzu kam außerdem die Ortschaft Merbeck der Gemeinde Niederkrüchten.

### Ausgliederungen
Am 1. Januar 1972 wurde der Ort Geneiken an die Stadt Erkelenz im Kreis Heinsberg abgetreten.
Am 1. Januar 1975 trat Wegberg eine Fläche von elf Hektar mit damals 139 Einwohnern (Ortsteil Buchholz) an die Stadt Mönchengladbach ab.

### Einwohner
| Jahr | Einwohner |
| ---- | --------- |
|      |           |
| 1975 | 24.184    |
| 1980 | 24.645    |
| 1985 | 24.553    |
| 1990 | 26.445    |
| 1995 | 26.989    |
| …    |           |

| Jahr | Einwohner |
| ---- | --------- |
|      |           |
| 2000 | 28.543    |
| 2005 | 29.580    |
| 2010 | 29.100    |
| 2011 | 29.116    |
| 2012 | 27.745    |
| 2013 | 28.085    |
| 2016 | 29.598    |
| 2019 | 29.307    |
| 2021 | 29.893    |
| 2022 | 30.298    |

### Religionen

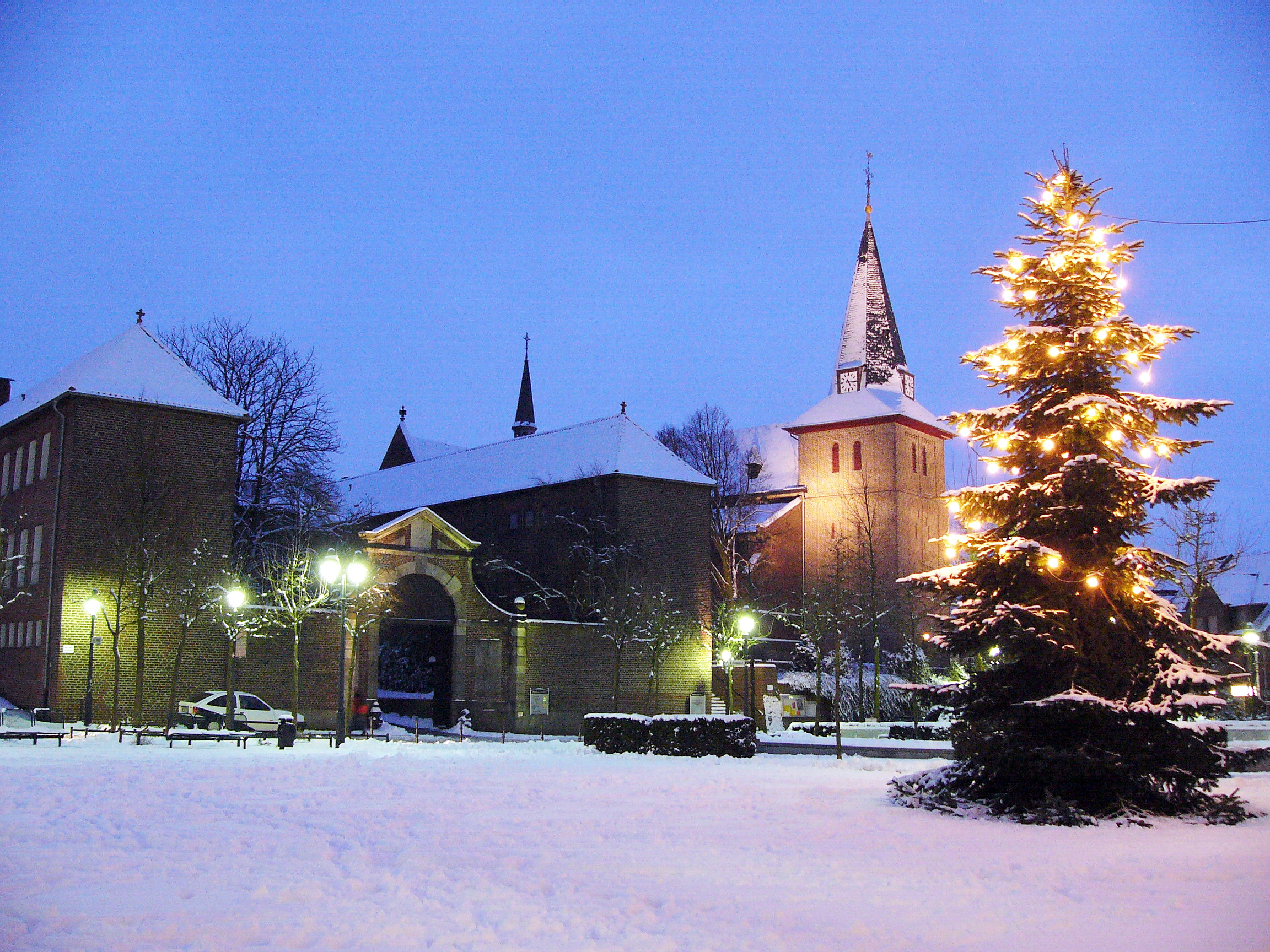
Pfarrkirche St. Peter und Paul mit ehemaligem Kreuzherren-Kloster zur Weihnachtszeit

Die katholische Kirche St. Peter und Paul lag im jülischen Teil von Wegberg. Der Pfarrbezirk erstreckte sich aber auch auf den geldrischen Teil des Ortes. Im 16. Jahrhundert hatten die Freiherren von Spiering das Patronatsrecht an der Kirche. 1639 übertrug Franz von Spiering die Kollatur an den Kreuzherrenorden, der bis 1675 in Wegberg ein Kloster errichtete. 1802 wurde es von den Franzosen aufgehoben (Säkularisation) und 1956 von niederländischen Ordensleuten des Karmeliterordens wieder besiedelt. Sie übernahmen die Betreuung der Pfarre St. Peter und Paul sowie weiterer Pfarreien in der näheren Umgebung. Nachdem 2004 die letzten beiden Mönche das Kloster verlassen hatten, wurde im Jahre 2011 dessen formelle Aufhebung verfügt.
Seit dem 1. Januar 2013 gibt es in Wegberg nur noch eine katholische Pfarrei. Auf Anordnung des Aachener Bischofs Heinrich Mussinghoff haben die bisherigen 10 Gemeinden des Stadtgebietes zur Großpfarrei St. Martin fusioniert. Dies waren: St. Adelgundis Arsbeck, St. Vincentius Beeck, St. Rochus Dalheim, Heilige Familie Klinkum, St. Maternus Merbeck, St. Rochus Rath-Anhoven, St. Mariä Himmelfahrt Rickelrath, Heilig Geist Tüschenbroich, St. Peter und Paul Wegberg und St. Johann Baptist Wildenrath.

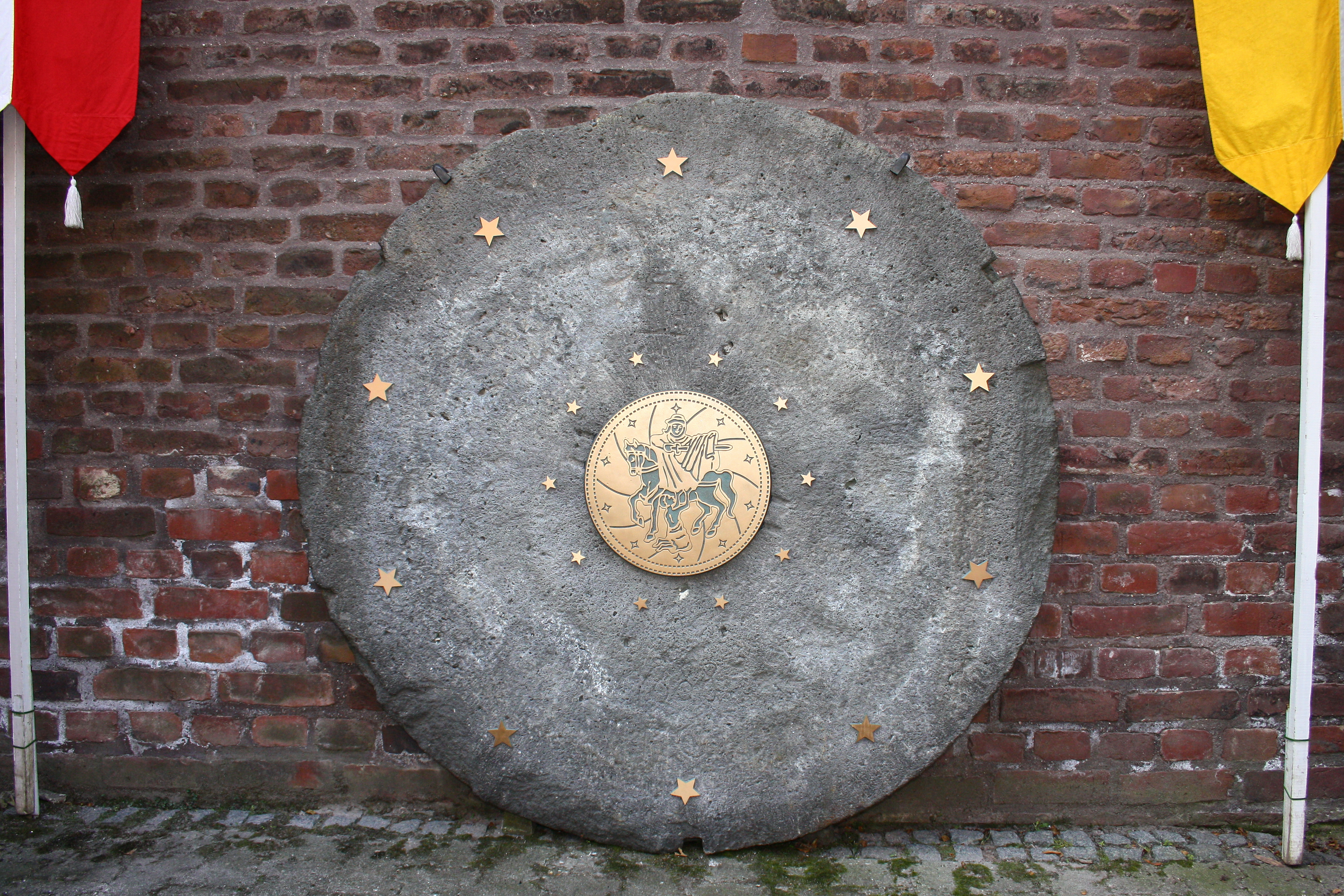
Symbol Mühlstein

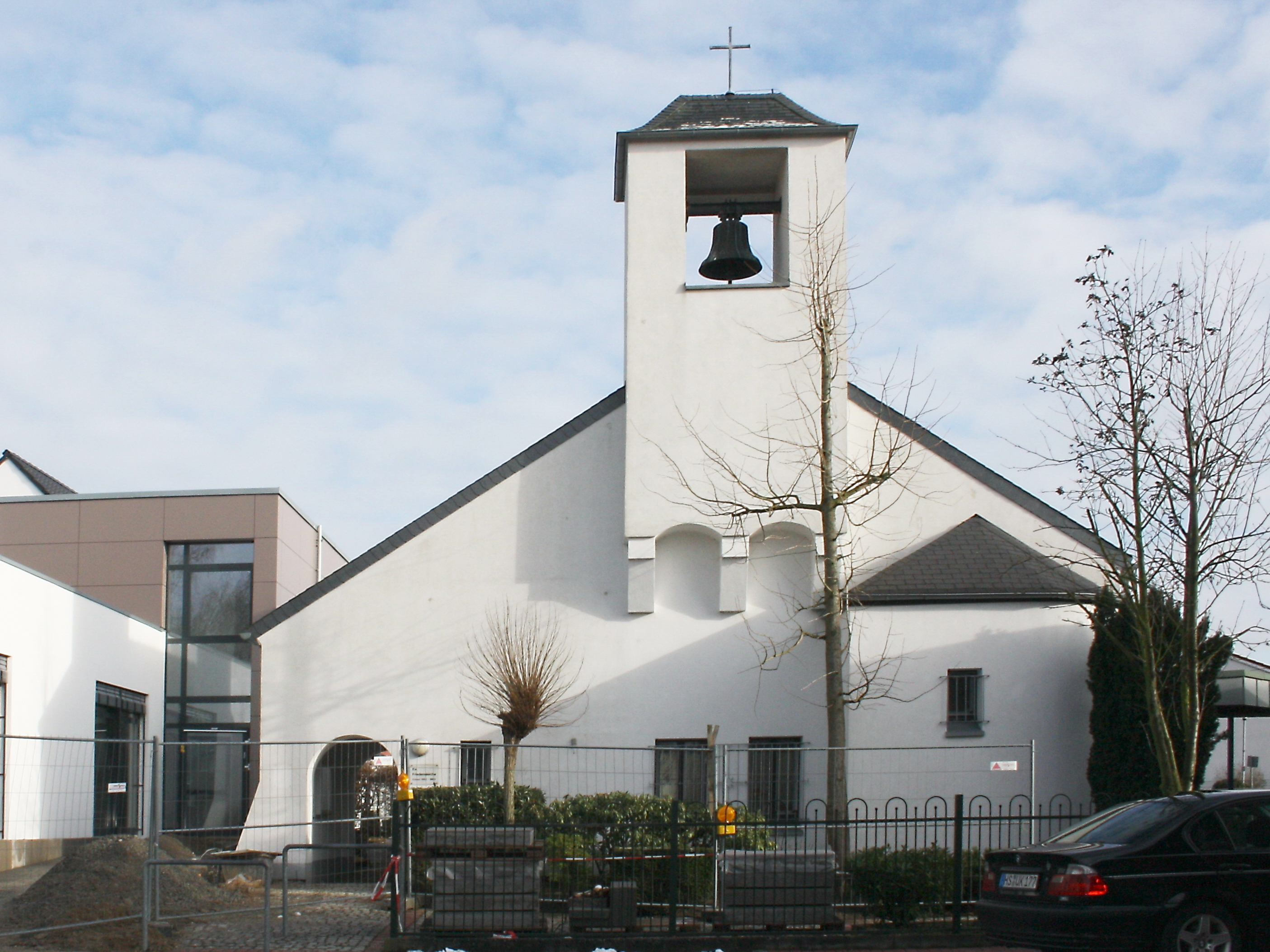
Ev. Friedenskirche

Der im Juni 2014 eingeweihte Mühlstein vor der Pfarrkirche ist das verbindende Symbol für die neue Großpfarrei: So wie St. Martin seinerzeit den Mantel teilte, um das Leben des Bettlers zu sichern, sichert der Mühlstein, indem er Getreide zu Mehl mahlt, das Überleben der Menschen. Die 20 Sterne rund um das St. Martinssiegel erinnern an die ehemaligen Gemeinden und Kapellengemeinden der Pfarrei. Der Mühlstein und das Symbol für die Pfarre St. Martin Wegberg wurden von Designer Michael Körner gestaltet.
Evangelische Christen, in Wegberg gern „Protestanten“ genannt, waren bis 1945 eine kleine Minderheit, etwa 1 % der Einwohner. Nach dem Kriegsende änderte sich das stark durch den Zuzug von vorwiegend evangelischen Ostvertriebenen und Flüchtlingen. So wuchs der Anteil an Evangelischen auf etwa 10 %. Auf dem Kirchengelände an der Martin-Luther-Straße, ein Geschenk Wegbergs, wurde 1952/53 für sie die Friedenskirche gebaut. Die evangelischen Christen Wegbergs gehörten kirchlich bis 1967 zur evangelischen Kirchengemeinde Schwanenberg. Seitdem sind sie die selbständige Evangelische Kirchengemeinde Wegberg. Auf dem Gelände um die Kirche stehen inzwischen ein Pfarrhaus, ein Gemeindehaus und ein Jugendheim.

### Wappen und Flagge
|                                                        |
|                                                        |
| Historisches Wappen (bis 1937) Stadtflagge (seit 1937) |

| | Blasonierung: „Das Wappen der Stadt Wegberg ist geteilt von Blau und Silber, oben ein wachsender, rot gekrönter, bewehrter und gezungter zwiegeschwänzter goldener Löwe, unten drei blaue Wellenbalken.“ |
| Wappenbegründung: Der obere Teil zeigt den geldrischen Löwen, das Wappentier des Herzogtums Geldern, im unteren Teil des Schildes sind drei Wellenbalken zu sehen. Diese zeigen den Beeckbach, die Schwalm und den Mühlenbach, drei wesentliche Bachläufe im Gebiet. Das heutige Stadtwappen führt Wegberg seit dem 14. April 1937. Bis 1937 zeigte das Wappen der Stadt, das auf ein Schöffensiegel aus dem 16. Jahrhundert zurückzuführen war, im oberen goldenen Teil den hl. Petrus und im unteren Teil ein schwarzes Kreuz auf silbernem Grund. Auch ist ein Brotlaib links neben dem Kreuz zu sehen. Beschreibung der Flagge: „Die Flagge der Stadt Wegberg zeigt die Farben blau und weiß; sie trägt in ihrer Mitte das Stadtwappen oder die Embleme des Stadtwappens.“ | |

## Politik

### Gemeinderat

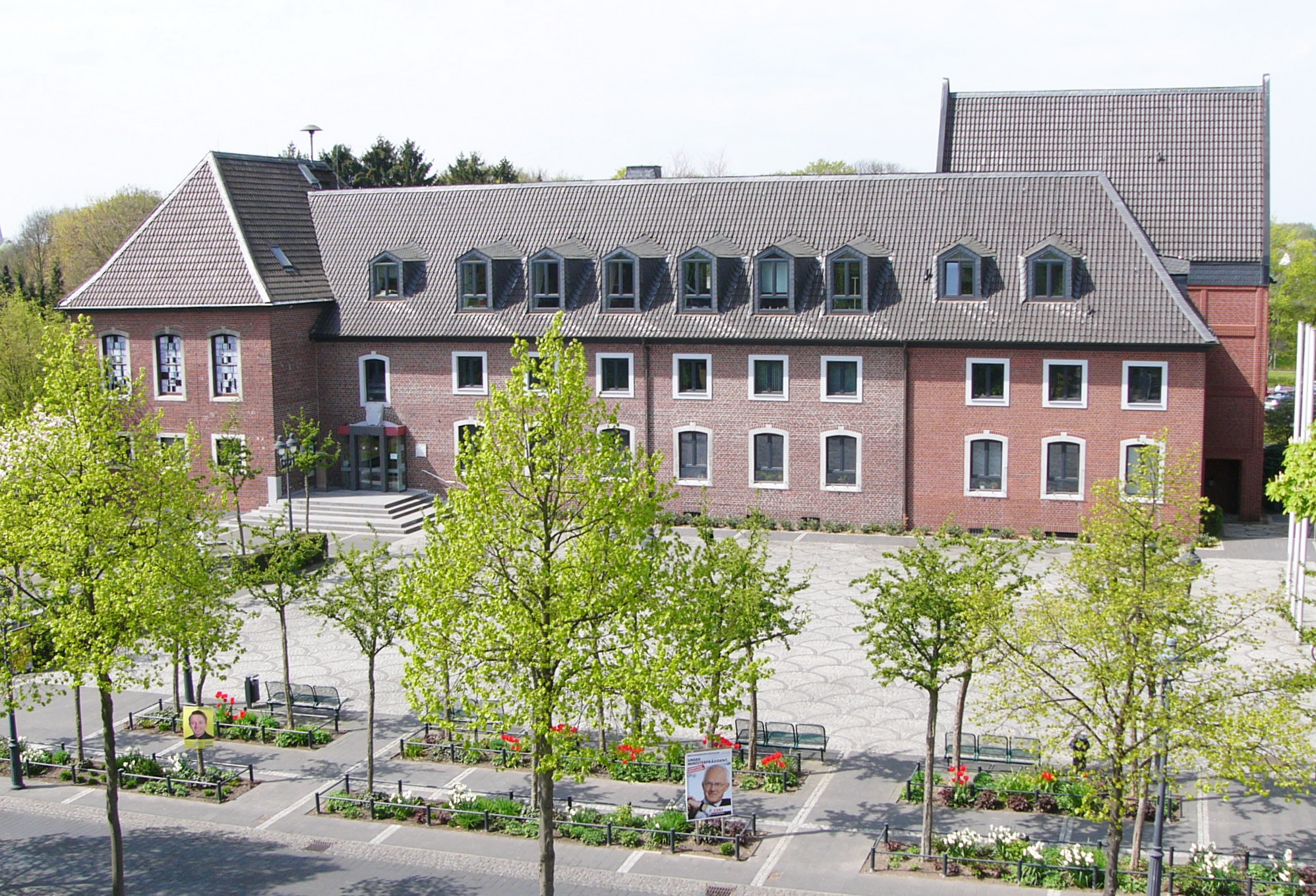
Rathaus der Stadt Wegberg

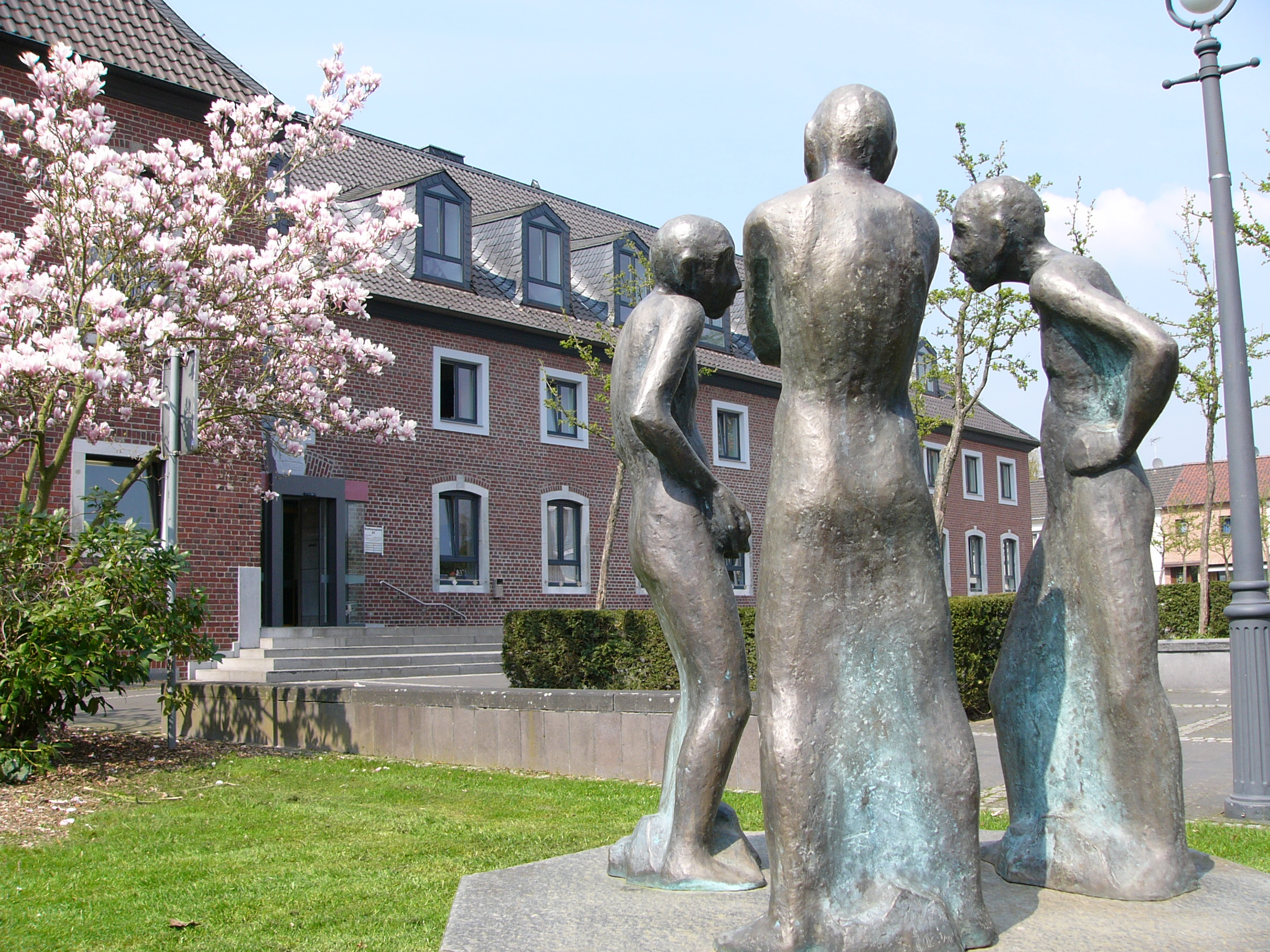
Skulptur „Der lachende Dritte“ von Loni Kreuder vor dem Rathaus in Wegberg

| Kommunalwahl 2020Wahlbeteiligung: 58,83 % (2014: 55,1 %) %403020100 39,4 %25,1 %14,4 %5,8 %5,7 %5,2 %4,4 % CDUSPDGrüneAfWFWWFDPLinkeGewinne und Verlusteim Vergleich zu 2014 %p 6 4 2 0 −2 −4−2,2 %p−2,2 %p+5,2 %p−3,0 %p+0,5 %p−2,7 %p+4,4 %pCDUSPDGrüneAfWFWWFDPLinke | Sitzverteilung 2020 - CDU: 14 Sitze - SPD: 9 Sitze - FDP: 2 Sitze - GRÜNE: 5 Sitze - Aktiv für Wegberg (AfW): 2 Sitze - Freie Wähler Wegberg (FWW): 2 Sitze - Die Linke: 2 Sitze |

### Bürgermeister
| Bürgermeister der Gemeinde von 1815 bis 1945 | |
| - 1812–1820 Johann Gottfried Dillen (für Wegberg und Niederkrüchten) - 1813–1817 Joh. Schmitz (für Wegberg und Niederkrüchten) - 1817–1819 Silvester Josten (für Wegberg und Erkelenz) - 1820–1850 Johann Gottfried Dillen - 1850–1854 Alexander Joseph Inderfurth - 1854–1855 Hubert Dams (kommissarisch) - 1855–1880 Hubert Beckers                      | - 1880–1892 Peter Wilhelm Hoeren - 1892–1898 Peter Josef Brenig - 1898–1904 Hugo Baurmann - 1904–1919 Adolf Vollmer - 1919–1926 Josef Sittart - 1926–1933 Hubert Minartz - 1933–1945 Albert Meyer (NSDAP)                       |
| Bürgermeister der Gemeinde bzw. Stadt seit 1945 | Gemeinde- bzw. Stadtdirektoren seit 1945 |
| - 1945–9999 Karl Peters - 1946–1949 Wilhelm Jansen - 1949–1958 Josef Kohlen - 1958–1969 Wilhelm Hermanns - 1969–1972 Mathias Seckler (CDU) - 1972–1985 Karl H. Fell, Dr. (CDU) - 1985–1994 Gottfried Jakobs (CDU) - 1994–2009 Hedwig Klein (CDU) - 2009–2014 Reinhold Pillich (CDU) - 2014–2023 Michael Stock (SPD) - 2024––999 Christian Pape (parteilos) | - 1946–9999 Karl Peters - 1946–1947 Karl Heutz - 1947–1949 Karl Peters - 1949–9999 Gerhard Evertz (kommissarisch) - 1949–1950 Peter Lövenich - 1950–1973 Josef Karduck - 1973–1985 Bernd-Josef Sieben - 1985–1999 Horst Soemers |

### Partnerschaften
- Gemeinde Echt-Susteren, Niederlande
- Stadt Maaseik, Belgien

Mühlen-Partnerschaft
- Gemeinde Leudal, Niederlande[18]

## Kultur und Sehenswürdigkeiten

### Museen
- Flachsmuseum in Wegberg-Beeck
- Museum für Europäische Volkstrachten in Wegberg-Beeck
- Dauerausstellung „Wegberg und das Tal der Mühlen“ in der Schrofmühle bei Rickelrath, einzige funktionstüchtige Getreide- und Ölmühle im Rheinland

### Bauwerke

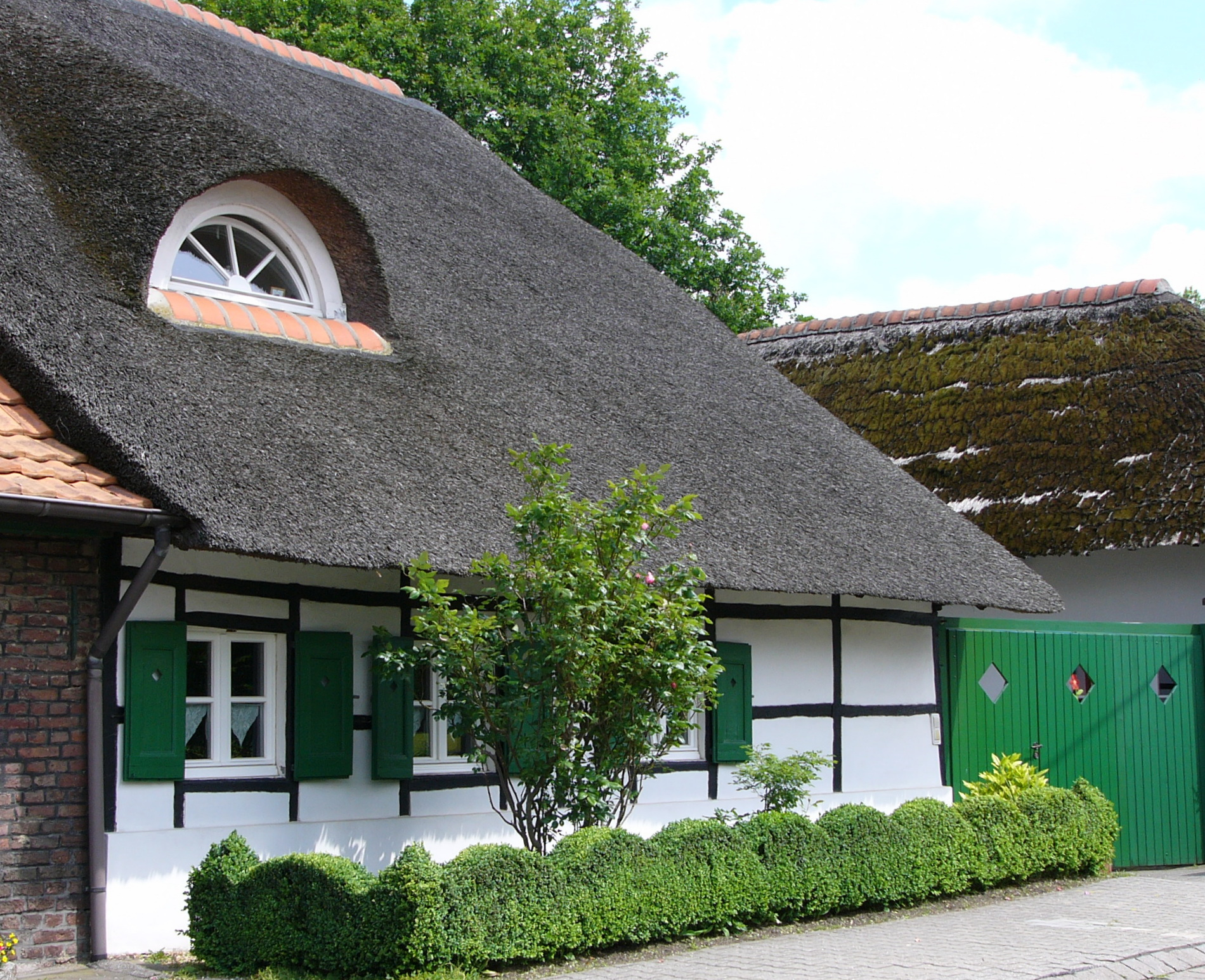
Reetgedecktes Fachwerkhaus in Schwaam

- Die Motte Aldeberg – die größte Motte am gesamten Niederrhein
- Das Schloss Tüschenbroich
- Die Ulrichskapelle in Tüschenbroich
- Die Motte im Tüschenbroicher Weiher
- Die Burg Wegberg heute Hotel-Restaurant
- Das Forum Wegberg, Kongresszentrum, Party- und Event-Location
- Das Kloster der Kreuzherren in Wegberg
- Die Heiligkreuzkapelle in Kipshoven (erbaut um 1500). Hier sind spätgotische Wandmalereien zu besichtigen
- Die „Hl. Franziskus von Assisi“ Kapelle (erbaut 1746) in Moorshoven
- In Schwaam und im Angerdorf Rickelrath stehen einige pittoreske Wohnhäuser, die ein Reetdach haben.

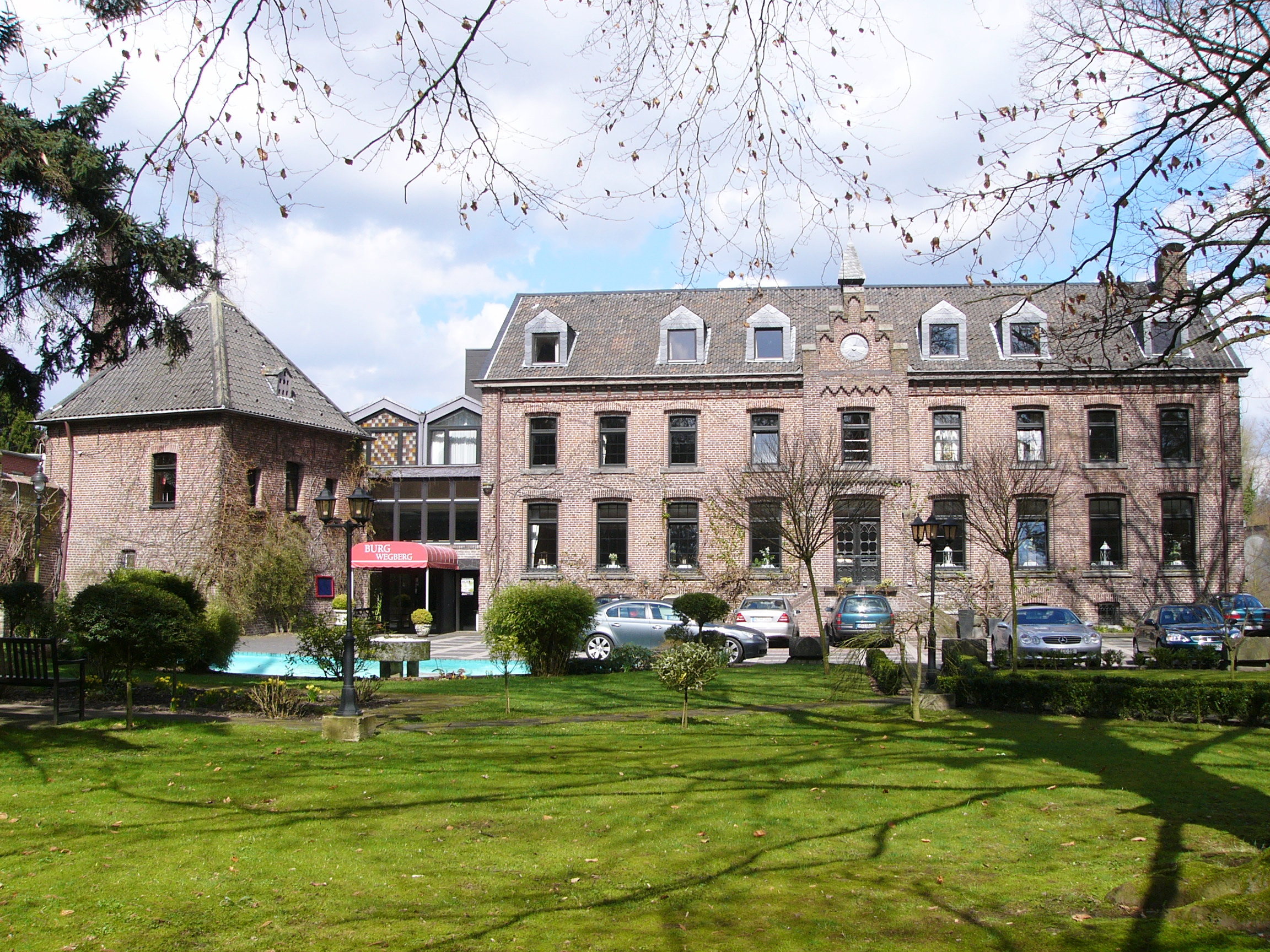
Burg Wegberg
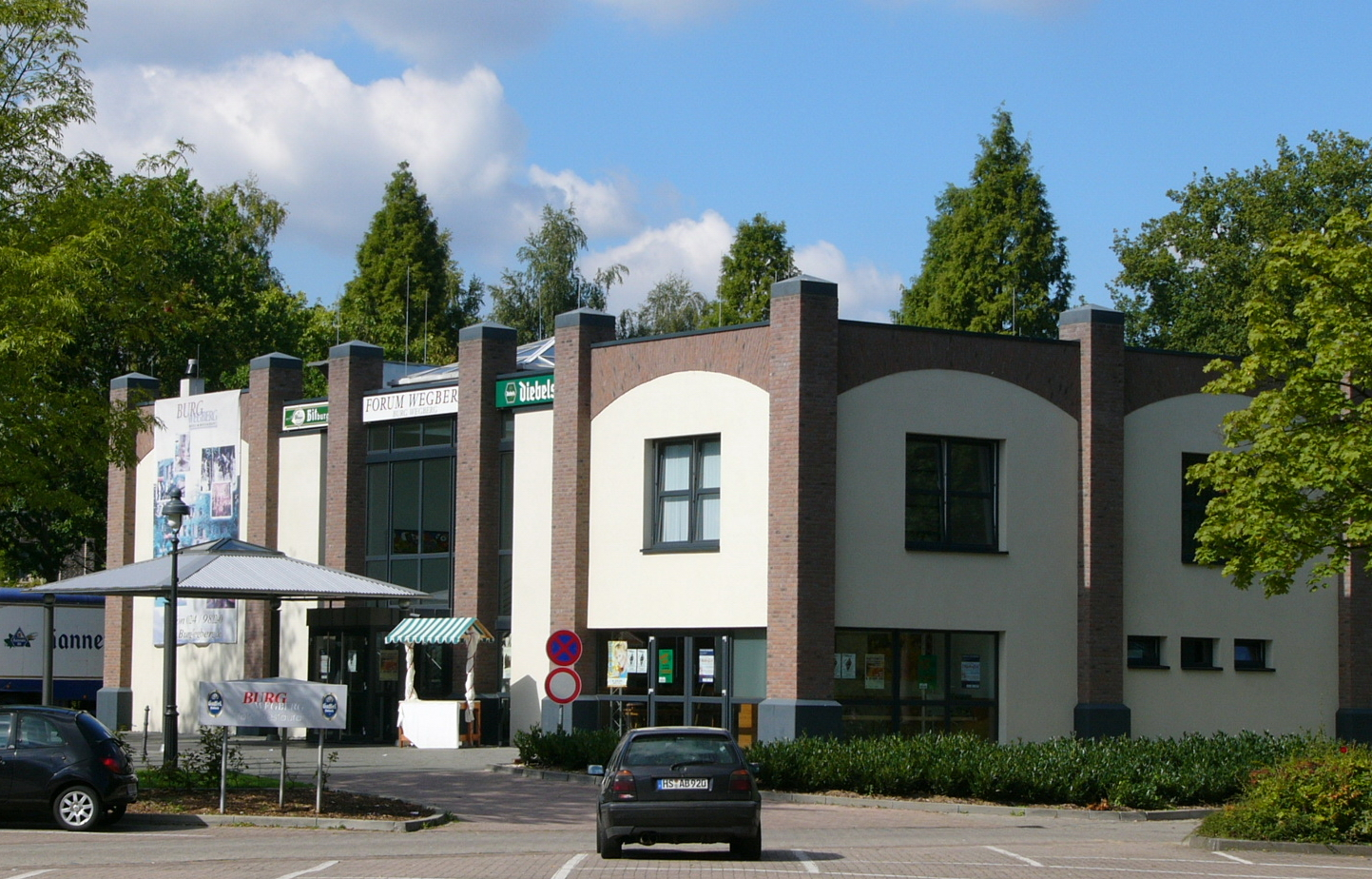
Forum Wegberg, Kongresszentrum, Party- und Event-Location
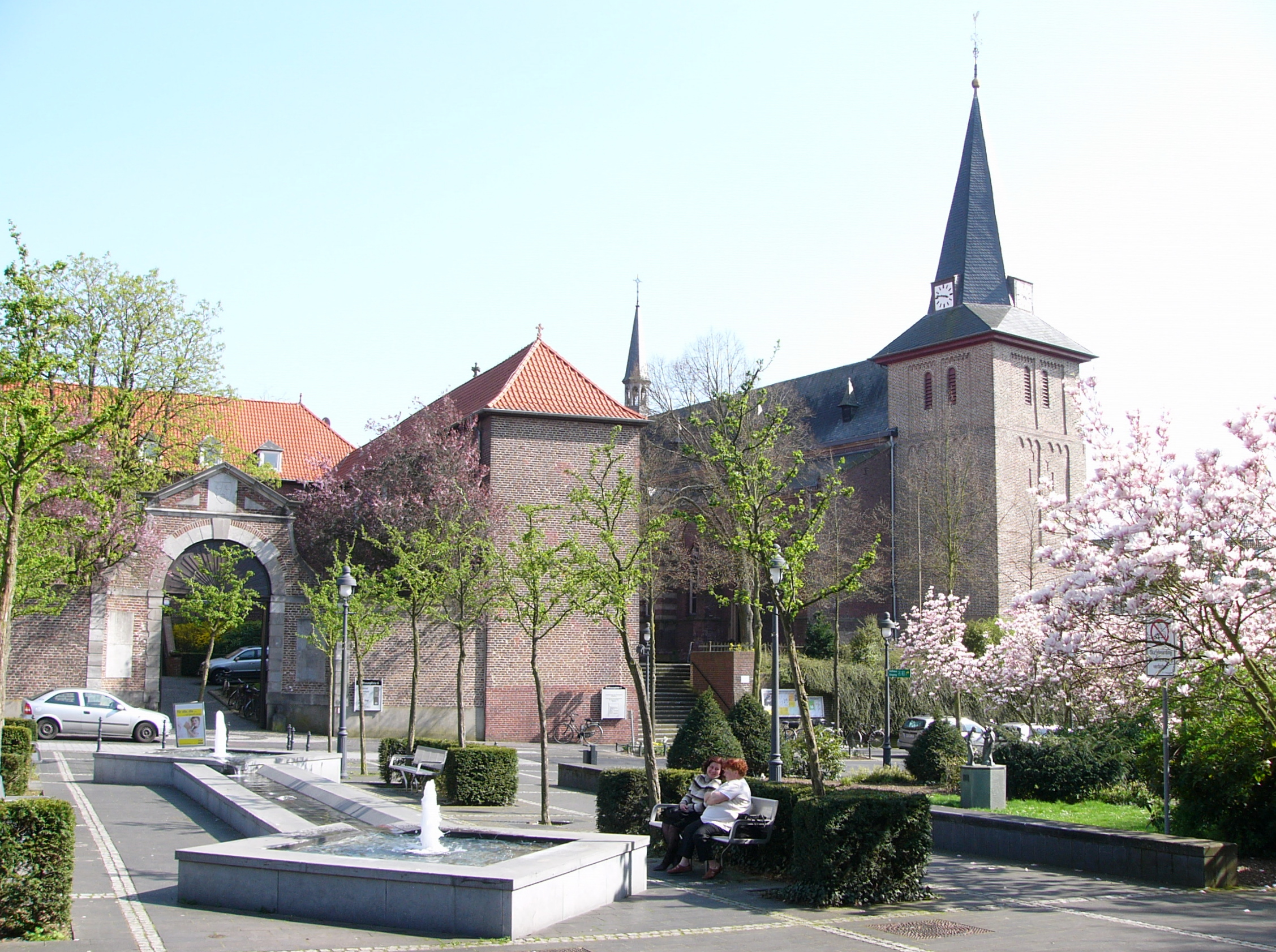
Pfarrkirche St. Peter und Paul mit ehem. Kreuzherrenkloster
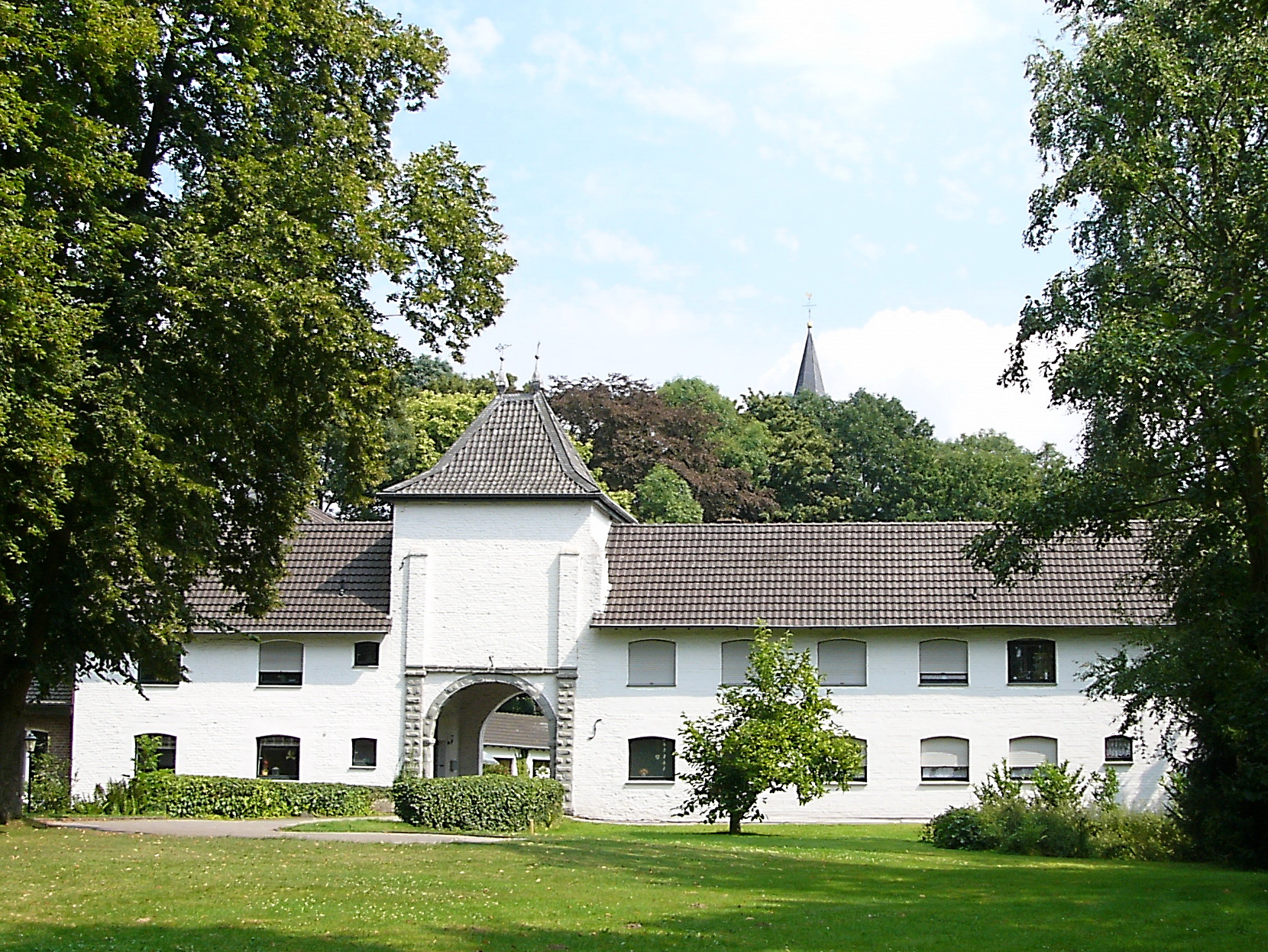
Haus Beeck
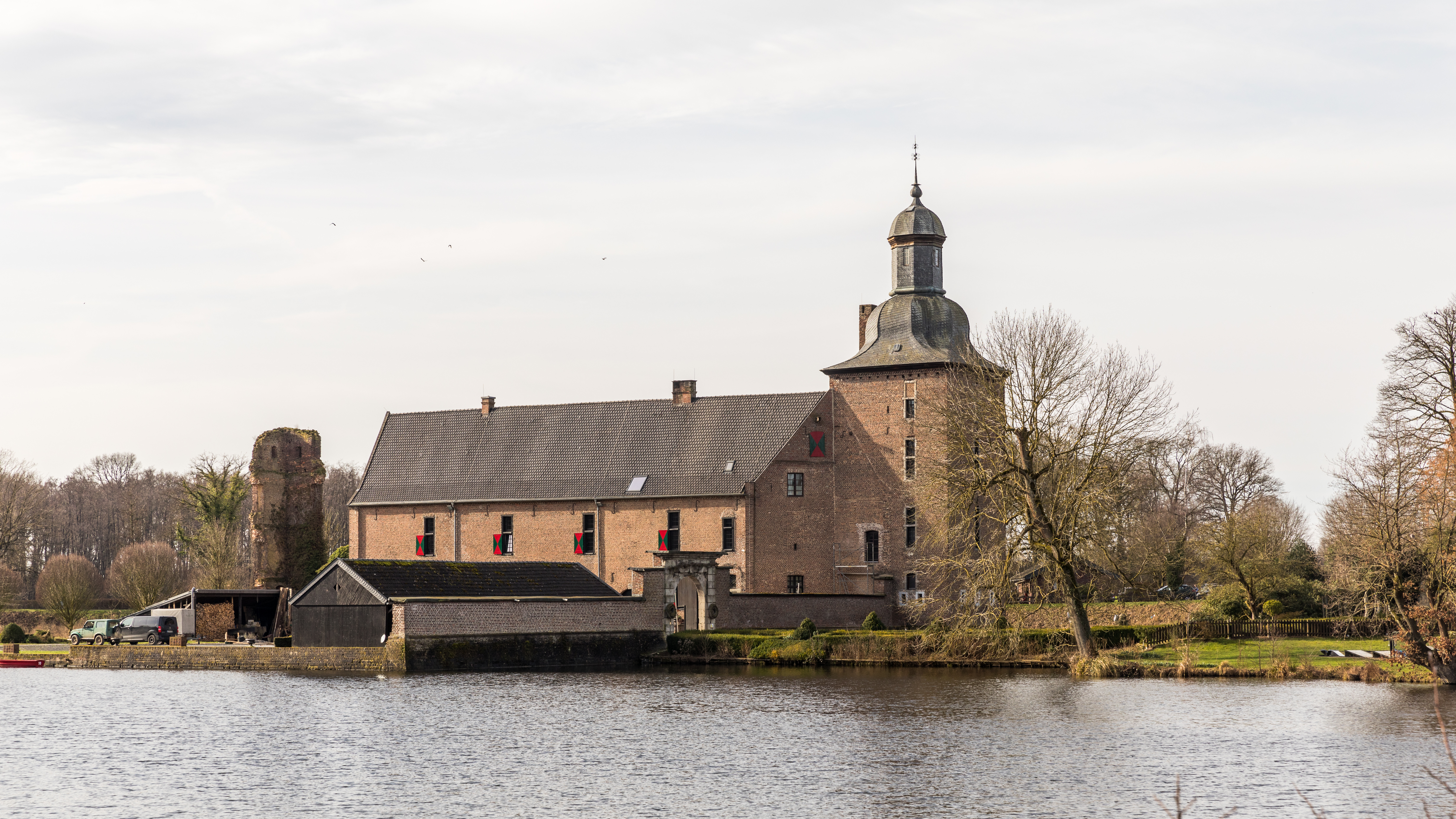
Schloss Tüschenbroich

#### Gedenkstein für die Verfolgten und Opfer des Nationalsozialismus
Eine Projektgruppe mit Schülern des Maximilian-Kolbe-Gymnasiums unter der Leitung des Geschichtslehrers Jürgen Tenbrock befasste sich mit der Zeit des Nationalsozialismus in Wegberg. „Braunes Wegberg? So etwas gab es doch nicht bei uns … Oder doch?“ ist der Titel eines Buches, das die Projektgruppe 2012 herausgab. Zwei Jahre später bildete die Verlegung einer Gedenkplatte für die Verfolgten und Opfer des Nationalsozialismus auf dem Rathausplatz den Abschluss des Projektes. Das Buch und die Gedenkplatte wurden gestaltet vom Wegberger Künstler Michael Körner.
Zu lesen sind die mahnenden Worte auf der zwei × zwei Meter großen Granitplatte zwischen Rathaus und Pfarrkirche St. Peter und Paul.

#### Wassermühlen

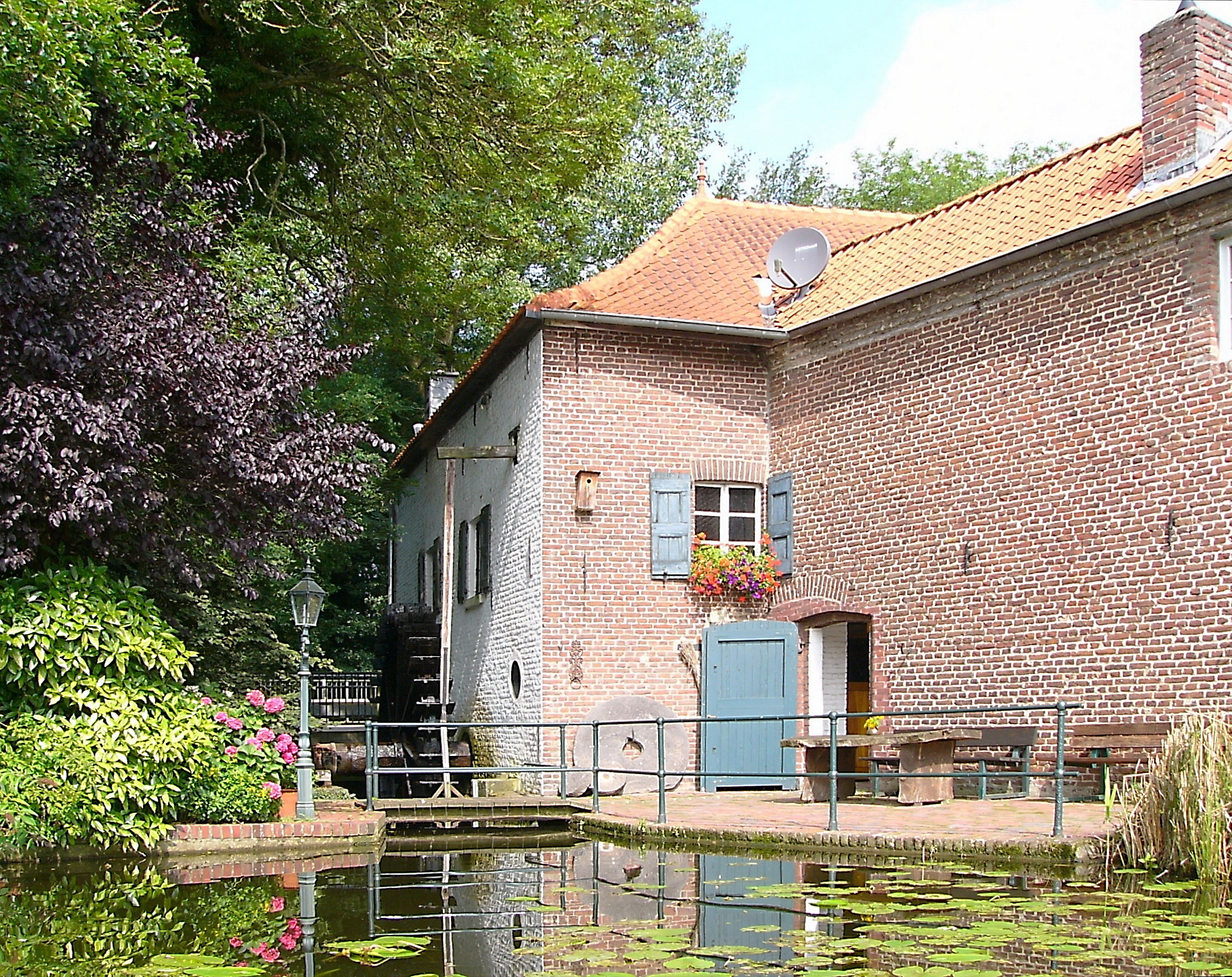
Schrofmühle, Ansicht vom Mühlenweiher

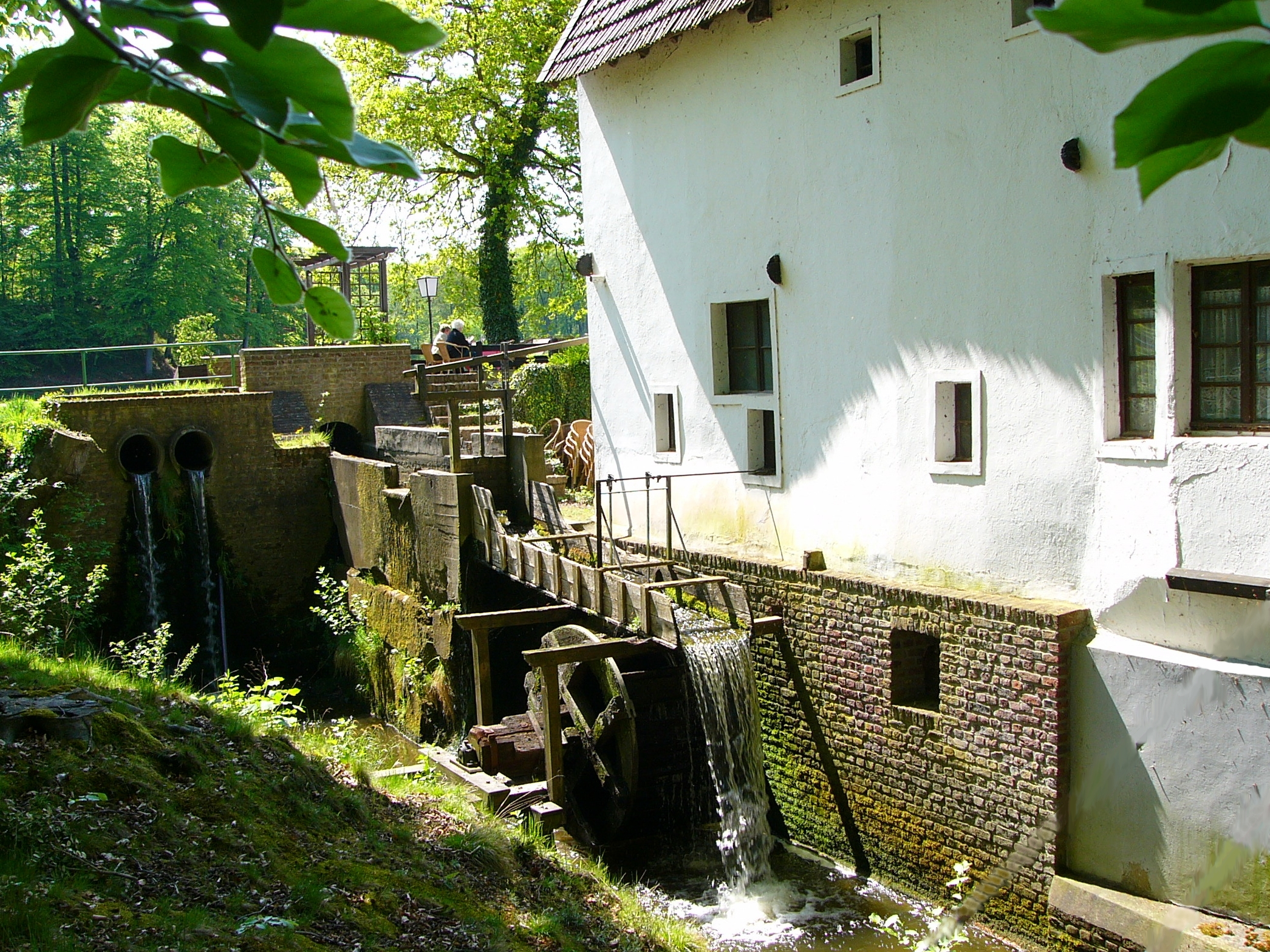
Tüschenbroicher Mühle

Wegen seiner vielen historischen Wassermühlen wird Wegberg auch „Die Stadt im Tal der Mühlen“ genannt. Die vom Stadtmarketing eingerichtete „Wegberger MühlenTour“ führt an den Mühlen der Schwalm vorbei.
- Helpensteiner Bach (Rothenbach):
  - Dalheimer Mühle
  - Gitstapper Mühle in Vlodrop Niederlande
  - Helpensteiner Mühle
  - Rödgener Mühle
- Mühlenbach:
  - Buschmühle
  - Holtmühle
  - Molzmühle
  - Schrofmühle
  - Vollmühle (Gatzweiler) Gatzweiler Mönchengladbach
- Schwalm:
  - Bischofsmühle
  - Bockenmühle
  - Kringsmühle
  - Kornmühle Tüschenbroich
  - Lohmühle
  - Neumühle
  - Ölmühle Tüschenbroich
  - Wegberger Mühle
- Beeckbach:
  - Ophover Mühle
- Brunbeek:
  - Roßmühle

#### Wassertürme
- Wasserturm in Arsbeck

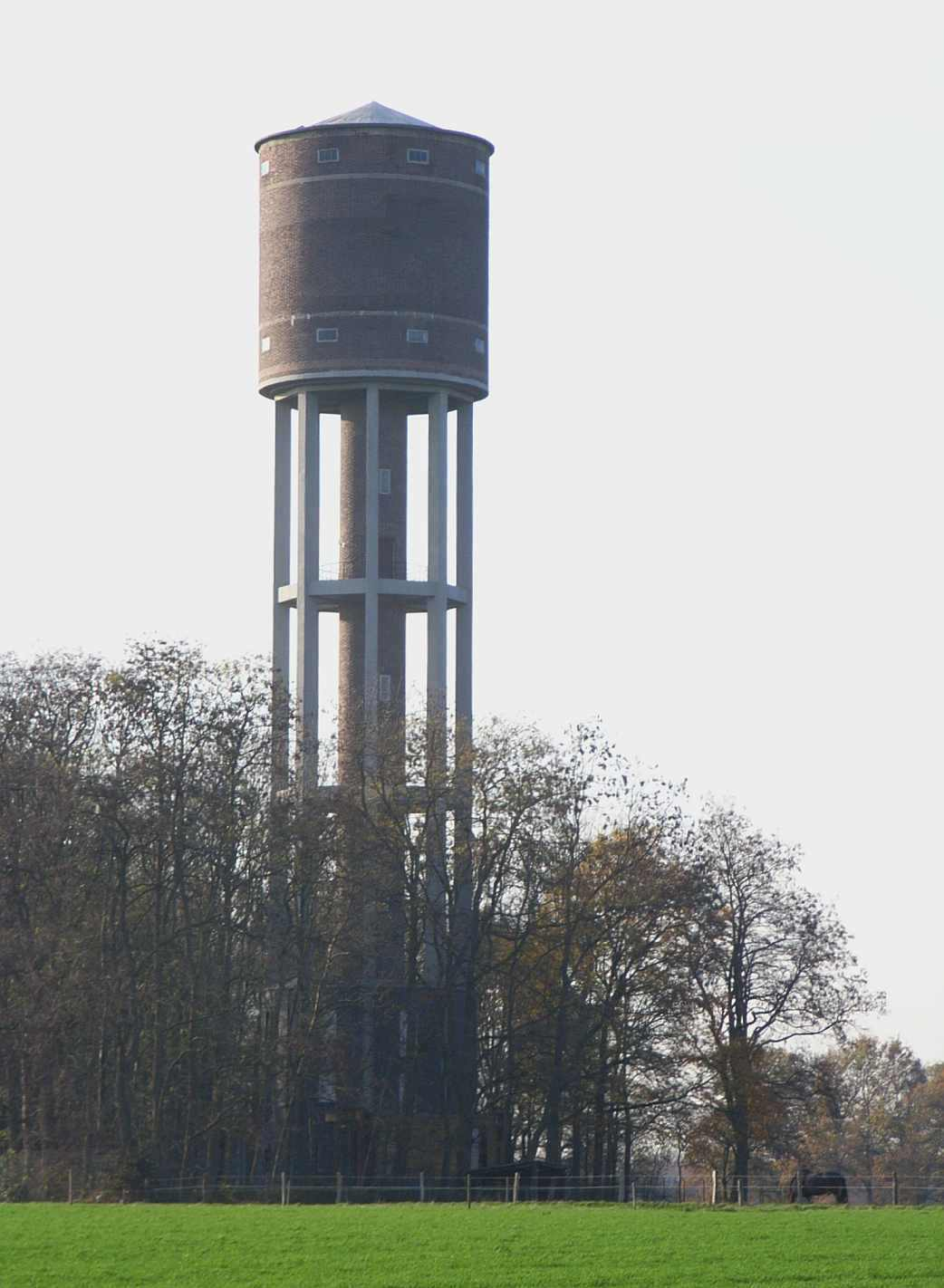
Wasserturm Uevekoven

- Wasserturm auf dem Anton-Raky-Gelände in Rödgen-Dalheim
- Wasserturm am Bahnhof Dalheim (1974 gesprengt)
- Wasserturm Uevekoven[21]
- Wasserturm der alten Feinspinnerei in Wegberg

### Naturparks
Wegberg liegt im internationalen Naturpark Maas-Schwalm-Nette. In der Nähe der Wegberger Mühle und des Stadtweihers baut der Schwalmverband die Schwalm zu einer Erlebniswelt aus. Ziel ist es, den naturnahen Verlauf des Flusses durch ein breites Flussbett und den flachen Ufern zum neuen Lebensraum für Flora und Fauna werden zu lassen.
Nur wenige Kilometer von der Schwalmquelle entfernt ist der Naturpark „Wassererlebnis Schwalm“ errichtet worden. Die neu entstandene Wasserlandschaft ist im Stadtpark gelegen und schließt sich an die zentralen Einkaufsstraßen sowie die Wegberger Mühle an. Das gemeinsame Projekt wurde nun der Öffentlichkeit vorgestellt.

Die Schwalm als Erlebniswelt
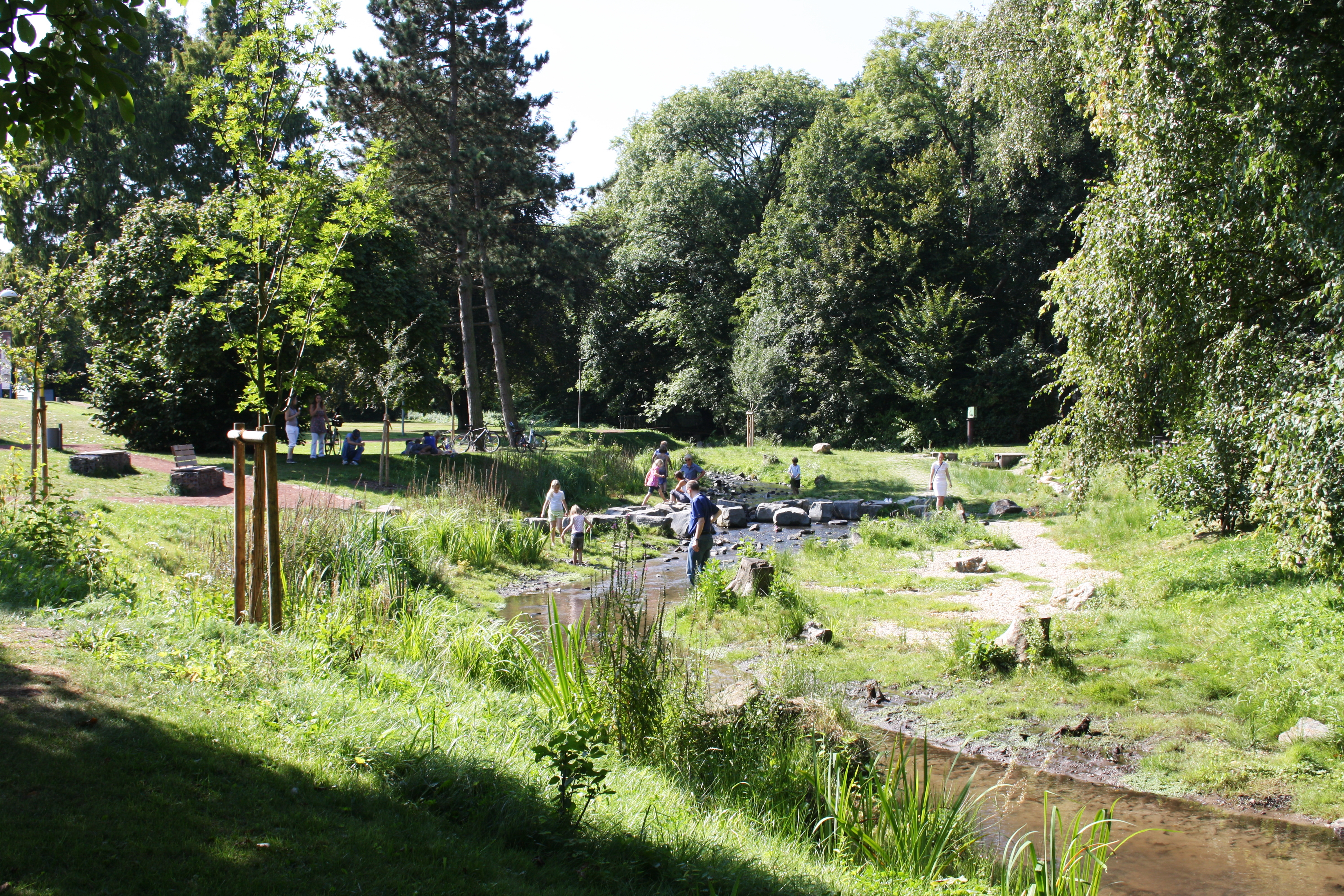
Wasser.Blick 21: Renaturierung im Rahmen des Projektes Wandervolle Wasserwelt des „Naturpark Schwalm-Nette“
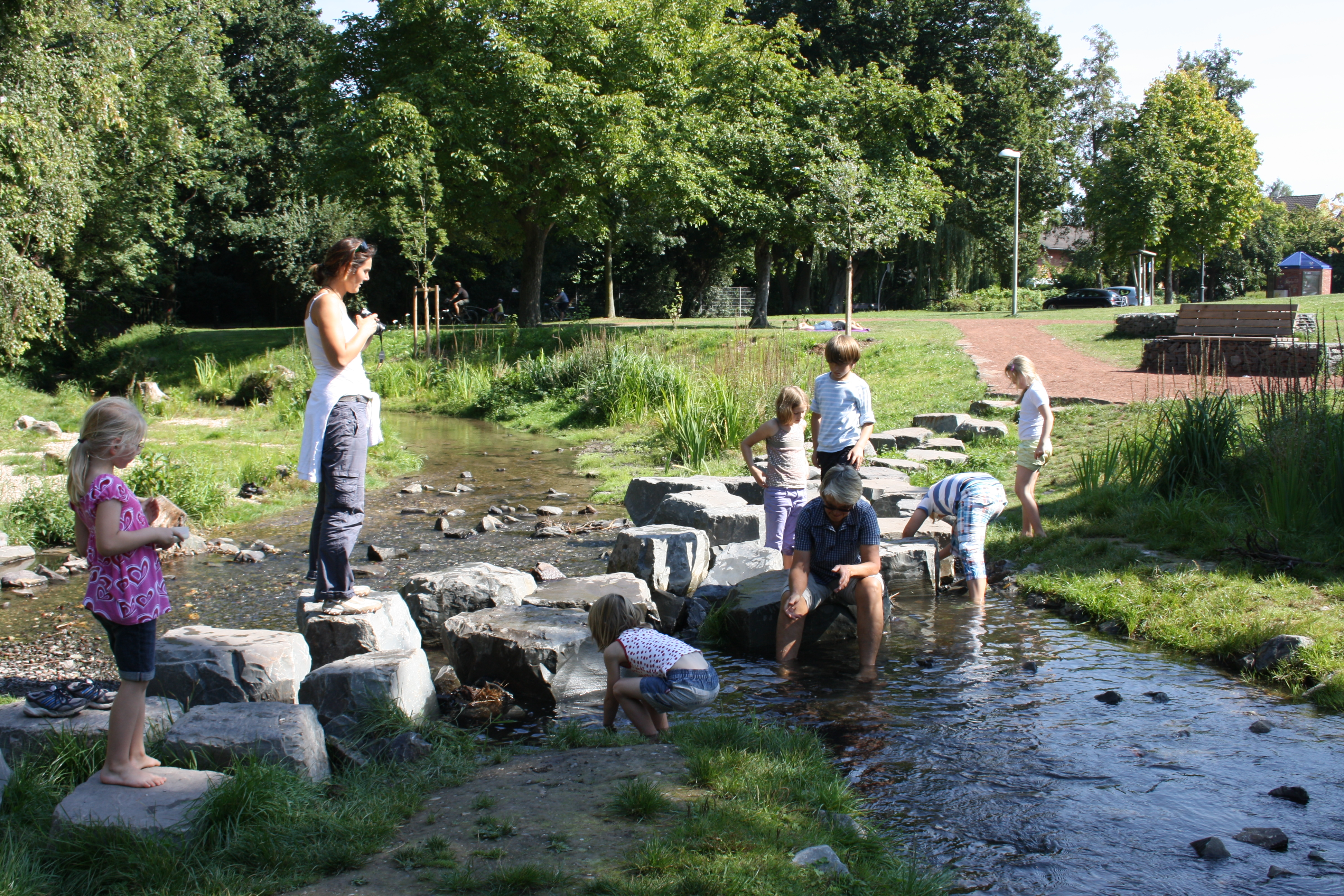
„Wassererlebnis Schwalm“ an der Schwalmaue
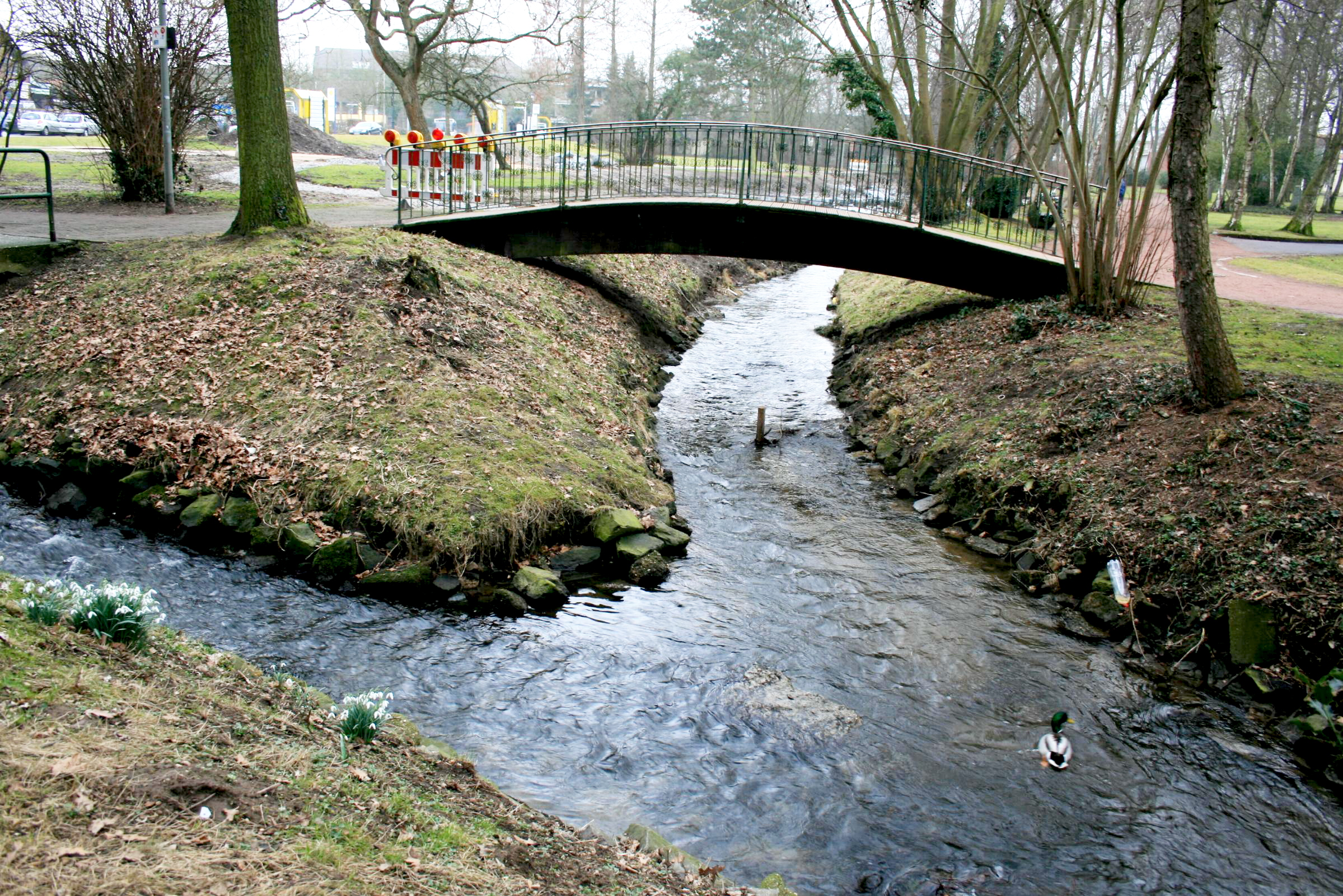
Schwalm rechts und Beeckbach vereinen sich
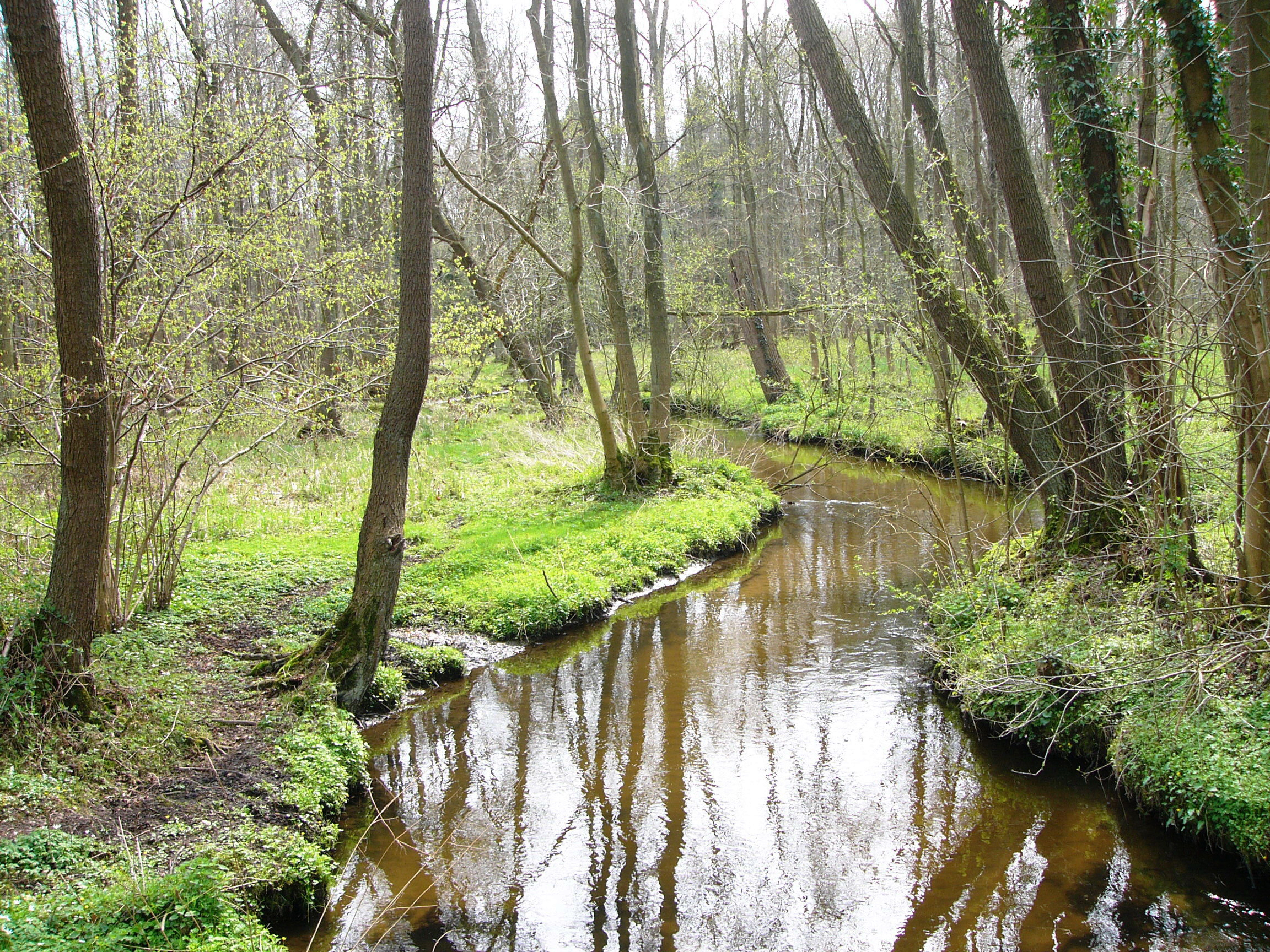
Die Schwalm zwischen Rickelrath und Schwaam
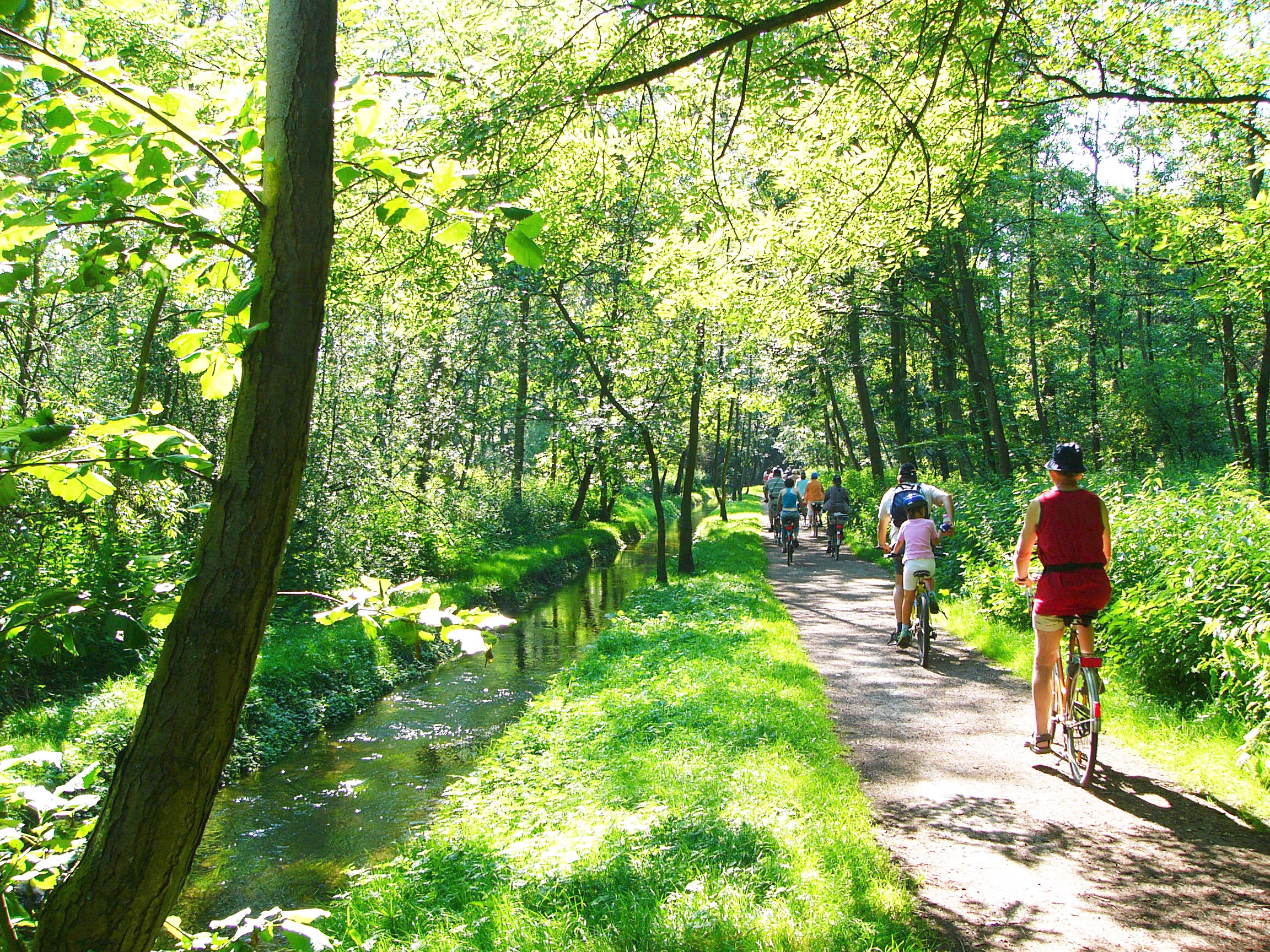
Wanderweg entlang der Schwalm

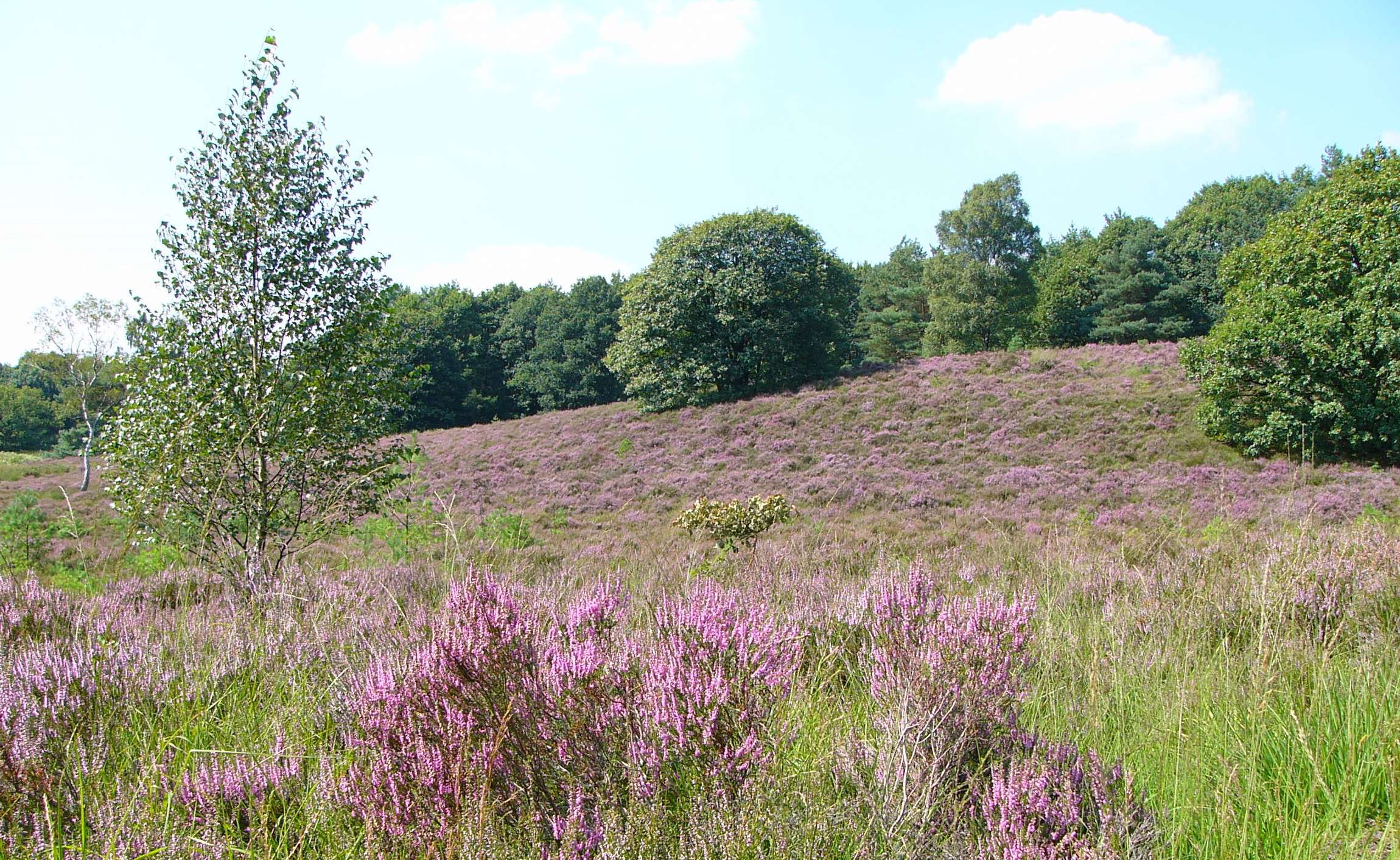
Naturschutzgebiet Meinweg

### Naturschutzgebiete
- Helpensteiner Bachtal (1,76 Quadratkilometer)
- Schaagbachtal (1,76 Quadratkilometer)
- Schwalmquellen, Schwalmbruch, Mühlen- und Knippertzbachtal (4,88 Quadratkilometer)
- Petersholz (2,00 Quadratkilometer)
- Meinweg (2,67 Quadratkilometer)
- Tüschenbroicher Mühlensee (1,52 Quadratkilometer)

### NABU-Naturschutzstation

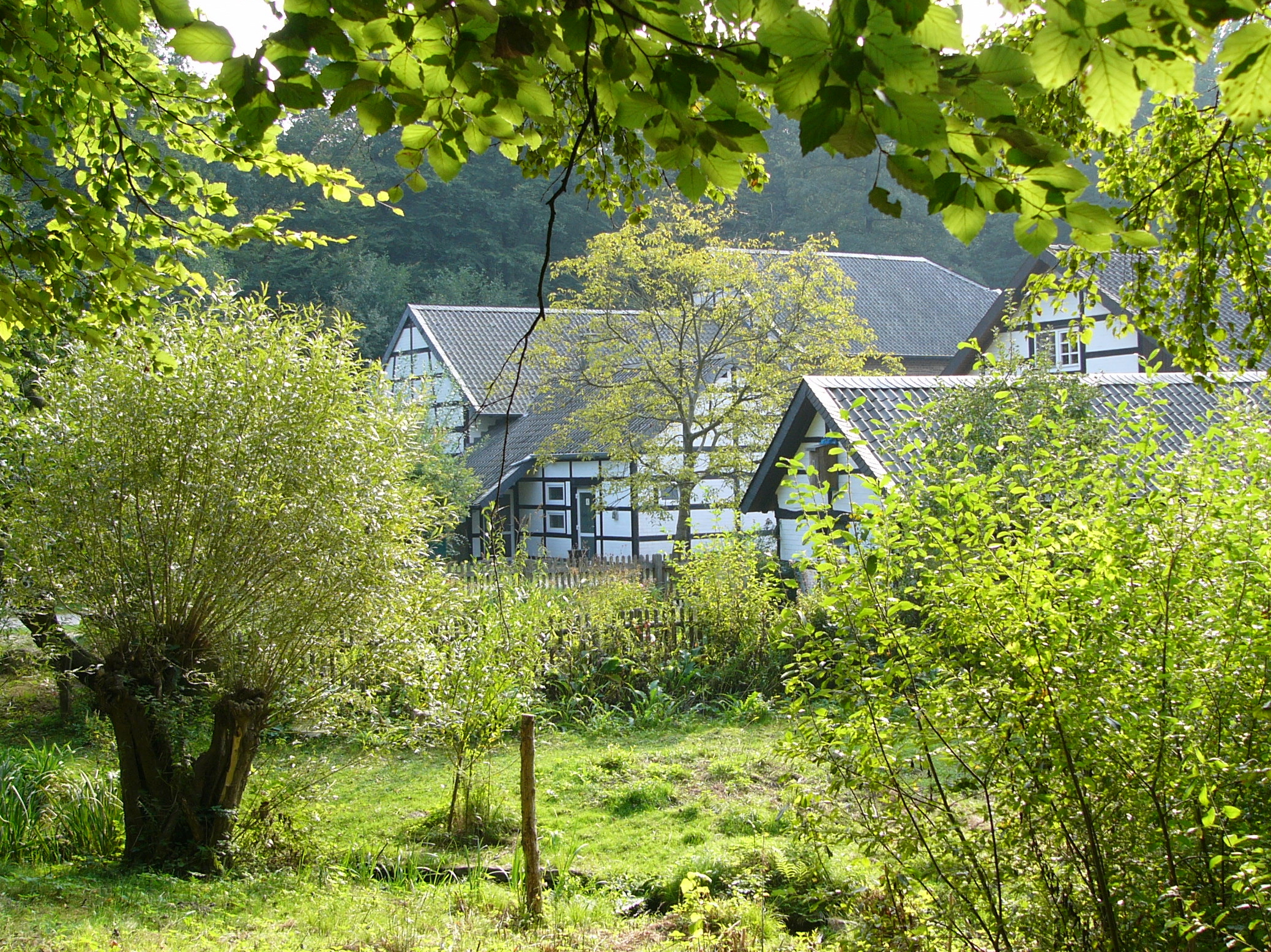
NABU-Naturschutzstation Haus Wildenrath

Im Ortsteil Wildenrath liegt mitten im Naturschutzgebiet „Schaagbachtal“ die NABU-Naturschutzstation Haus Wildenrath, eine alte Hofanlage, welche seit 2003 Sitz der Biologischen Station im Kreis Heinsberg – der NABU-Naturschutzstation Haus Wildenrath e. V. – ist. Der ehemals landwirtschaftliche Hof wurde vermutlich in der ersten Hälfte des 19. Jahrhunderts erbaut. Er besteht heute neben dem Wohnhaus, einer alten Scheune und einem Ziegenstall aus einem Seminargebäude und Nebengebäuden.
Hauptanliegen des NABU und seiner Naturschutzstation ist der Erhalt einer artenreichen Landschaft zum Wohle von Menschen, Tieren und Pflanzen. Die NABU-Naturschutzstation beschäftigt derzeit drei hauptamtliche Mitarbeiter, die durch ehrenamtlich aktive Menschen unterstützt werden. Arbeitsschwerpunkte der Station sind das Erfassen gefährdeter Tier- und Pflanzenarten, die Koordinierung des Artenhilfsprogramms Feldhamster NRW, die Entwicklung von Schutz-, Pflege- und Entwicklungskonzepten für Naturschutzgebiete sowie die Naturschutzbildung durch Vorträge, Wanderungen und Sonderveranstaltungen. Auf den Weiden rund um Haus Wildenrath werde alte Haustierrassen wie Glanrinder und Moorschnucken gehalten. Der Großteil des Waldes rund um Haus Wildenrath wird seit Jahrzehnten nicht mehr forstwirtschaftlich genutzt, so dass er sich zu einem ursprünglichen Wald zurückentwickelt.
Im Gelände des Naturparks Schwalm-Nette sind mehrere Wanderwege ausgeschildert. Im Jahr 1968 wurde ein Naturlehrpfad eingerichtet. Die Naturschutzstation des NABU bietet Exkursionen und Vorträge zu verschiedenen Themen im Natur- und Umweltbereich an.

### Sport
Wegberg bietet viele Möglichkeiten, Sport auszuüben. Zu nennen ist das Hallenbad, das unter anderem von den Wegberger Schulen genutzt wird. Durch den Gewinn des Mittelrheinpokals konnte der Fußballverein FC Wegberg-Beeck im Jahr 2008 am DFB-Pokal teilnehmen. Daneben gibt es in Wegberg mit dem SC Wegberg und Viktoria Wegberg zwei weitere Fußballvereine. Des Weiteren sind in Wegberg der 1900 gegründete Turn- und Sportverein (TuS Wegberg), ein Tischtennisclub (TTC Wegberg e. V.), ein Handballverein (HSV Wegberg), ein Tennisclub (TC Wegberg), zwei Golf-Clubs mit 18-Loch-Plätzen sowie ein Budō-Club (BC Wegberg) und die Wing Tsiun Academy International beheimatet. Ein Angebot für die ältere Generation ist der Seniorensport 1974 e. V. Wegberg.
Ein angelegter Nordic-Walking-Park führt über sieben Routen mit einer Streckenlänge von insgesamt 41 Kilometern über Wald- und Wiesenwege. Die Routenlängen sind dabei auf verschiedene Schwierigkeitsgrade zugeschnitten. Alle Routen besitzen jeweils eine farbliche Markierung und sind beschildert.
Wegberg ist an das Radverkehrsnetz NRW angeschlossen und darüber hinaus mit dem Knotenpunktsystem der benachbarten Niederlanden und Belgien verknüpft.

### Mundart
Die in Wegberg – fast nur noch von der älteren Generation – gesprochene Mundart ist Südniederfränkisch. Es handelt sich um ein Sprachgebiet, dass in etwa durch die Städte Düsseldorf, Mönchengladbach und Heinsberg lokalisiert wird.
Die Entstehung der Dialekte geht zurück auf die Zeit der „Fränkischen Landnahme“ vom 5. bis in das 8. Jahrhundert. Im Laufe der Geschichte kam es mehrfach zu Veränderungen der verschiedenen Laute im Sprachgebrauch. So fand eine „erste Lautverschiebung“ zwischen 500 v. Chr. und der Zeitenwende statt. Eine „zweite Lautverschiebung“ folgte zwischen dem 7. und 14. Jahrhundert. Dort, wo diese Entwicklungen zum Stillstand kamen, entstanden Sprachlinien. Im Süden unseres südniederfränkischen Sprachgebietes ist es in Abgrenzung zum ripuarischen / kölnischen Bereich die „Benrather Linie“. Sie wird auch p t k- oder make/machen-Linie genannt. Bei sehr vielen Wörtern war aus p ein f/ff oder pf geworden (Schi’ep > Scheff), t hatte sich zu ss/ß oder z/tz gewandelt (Tiit > Zikk) und k hatte sich zu ch verändert (Buuk > Buuch). Die Begrenzung zum Nordniederfränkischen / Kleverländischen bildet die „Ürdinger Linie“. Dort hat sich z. B. ech > ek und ooch > ok verändert.
Innerhalb dieser Gebiete gibt es wiederum eine große Zahl von Ortsdialekten. Unwirtliche Landstriche zwischen den Siedlungsgebieten hatten eine barrierebildende Wirkung, so dass wenig Austausch stattfand. Auch kirchliche und politische Grenzen haben zu unterschiedlichen Sprachentwicklungen geführt. Eine solch administrative Barriere war in Wegberg die von 1543 bis 1794 mitten durch den Ort verlaufende Grenze zwischen dem geldrischen und jülichschen Teil.
Gebrauch und Kenntnis der heimatlichen Mundart gehen mehr und mehr zurück. Das Kulturgut Platt aufzuwerten und zu pflegen, hat sich der Historische Verein Wegberg mit der „Klängerstu’ef“ zum Ziel gesetzt. Die Bezeichnung erinnert an die „gute alte Zeit“, wo sich Nachbarn am Feierabend in der „Guten Stube“ zusammenfanden, um über „Gott und die Welt“ zu reden, eben zu „klängern“. So treffen sich jeden Monat am Erhalt der „Modderschpro’ek“ interessierte Bürger in der Wegberger „Klängerstu’ef“. In gemütlicher Runde werden von einem Leitungsteam und auch von Besuchern plattdeutsche Gedichte vorgetragen und Lieder gesungen.

### Regelmäßige Veranstaltungen

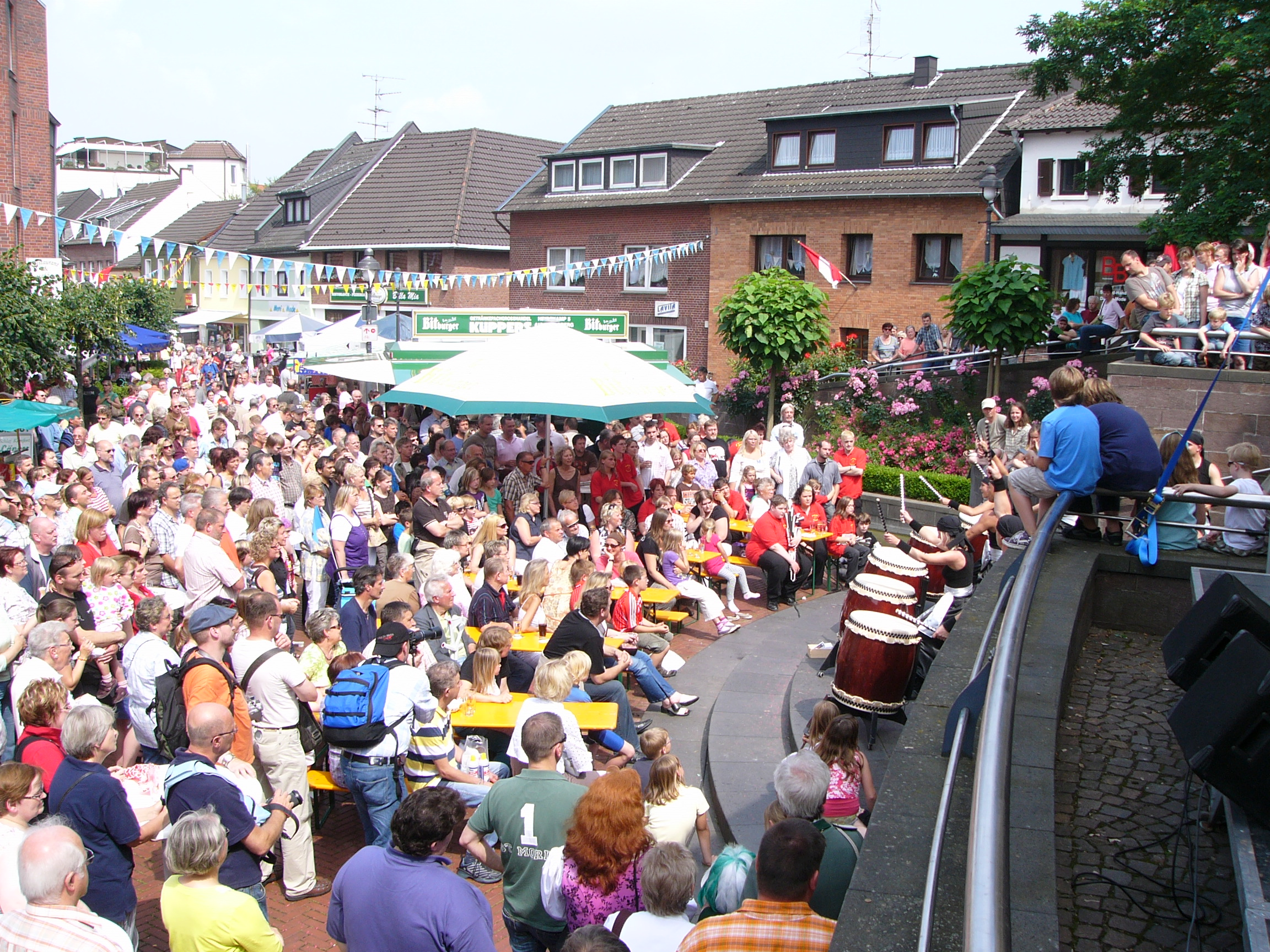
Stadtfest mit Antoniusmarkt

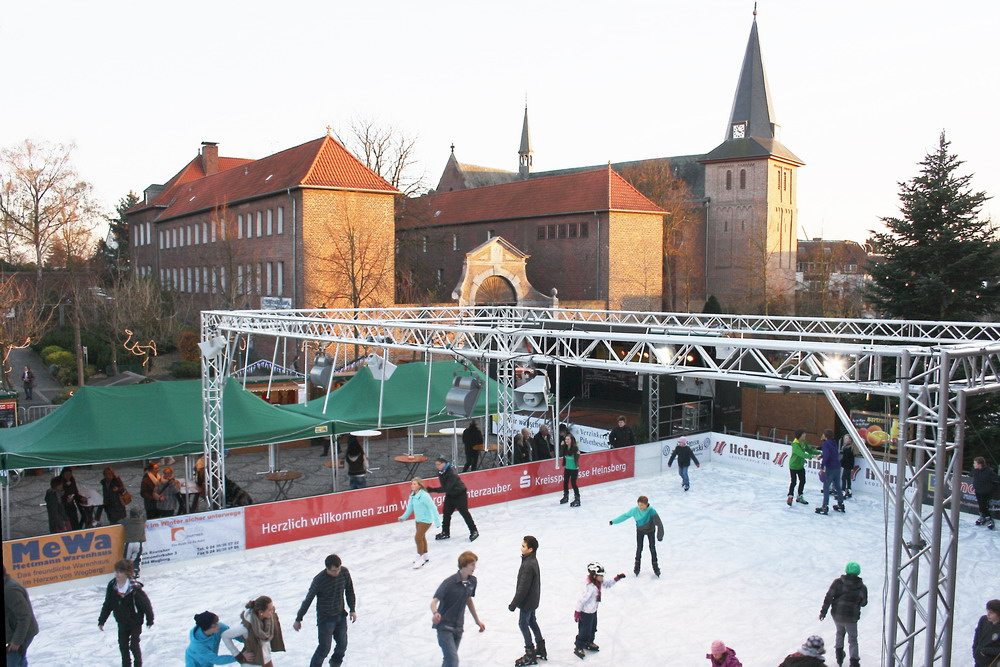
Wegberger Winterzauber

- Karnevalsumzug alle zwei Jahre am Rosenmontag
- Berufs-Informationsbörse „Job-Info-Live“ im pädagogischen Zentrum des Maximilian-Kolbe-Gymnasiums
- Frühlingsfest
- Musikevents am Rathausplatz:

- Wegberger Musikfrühling
- Wegberger Kultursommer

- Konzerte opus 512[36]
- Stadtfest mit Antoniusmarkt
- Herbstfest
- Kunstausstellung „Wegberger Kunstoffensive“[37]
- Adventsmarkt
- Wegberger Winterzauber[38]

- Eisbahn
- Weltmeisterschaft im Bierkastencurling

- Aktionskreis Wegberger Mühle[39]
- Schwalmbühne Harbeck, jährliche Theateraufführungen im November/Dezember[40]
- Klängerstu'ef, monatlicher Mundartabend
- Wochenmarkt in der Fußgängerzone am Freitag

## Wirtschaft und Infrastruktur

### Straßenverkehr, Schienenverkehr und ÖPNV

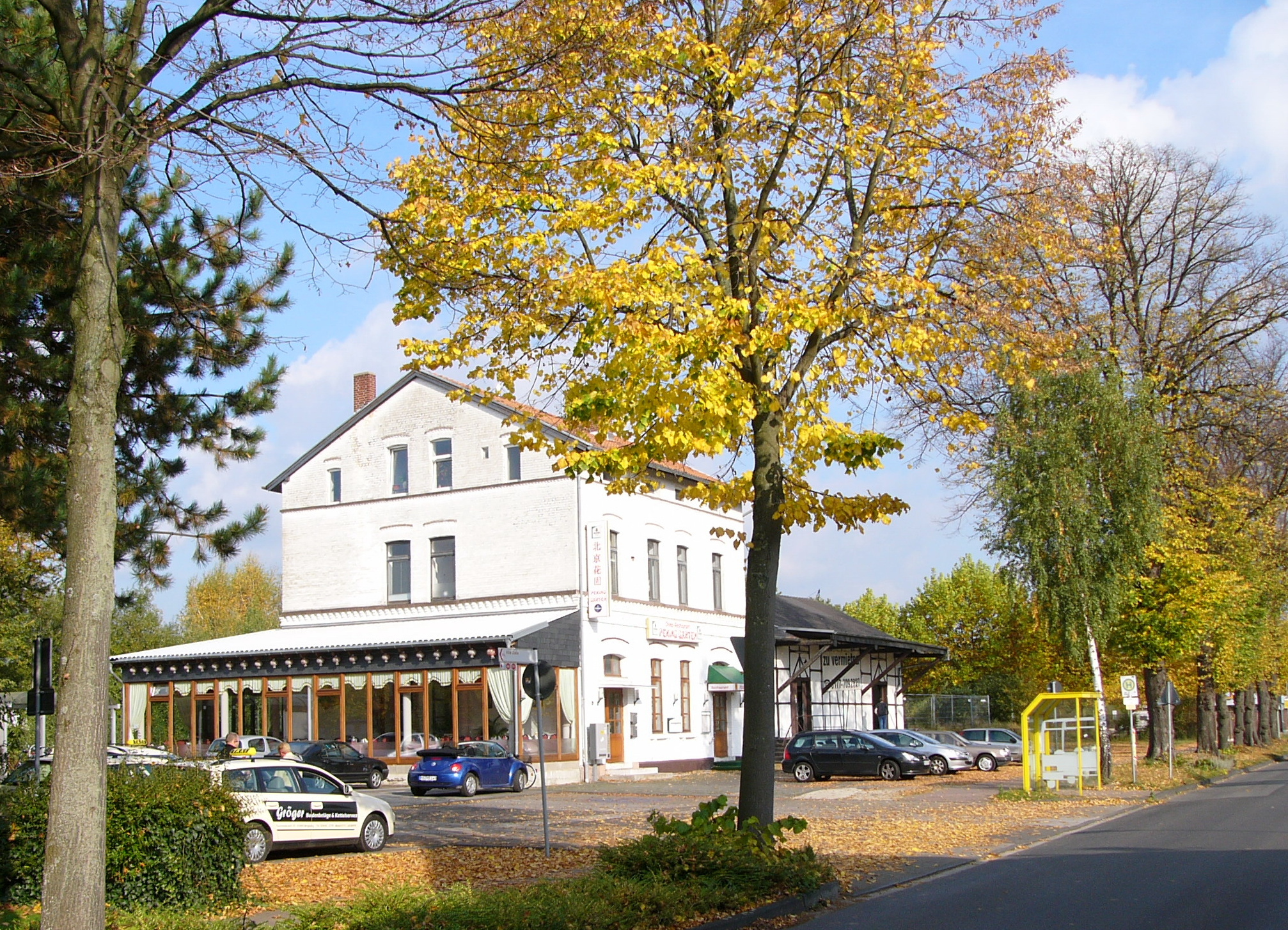
Bahnhof Wegberg

Durch die Bundesstraßen 57 und 221, die im Osten und Westen das Stadtgebiet schneiden, und durch verschiedene Landstraßen ist Wegberg an das überregionale Verkehrsnetz angeschlossen.
Die AVV-Buslinien 411, 412, 413, 418 und SB 8 der WestVerkehr sowie 017 der NEW verbinden Wegberg mit Wassenberg, Erkelenz, Heinsberg und Mönchengladbach. Abends und am Wochenende kann außerdem der MultiBus angefordert werden.
| Linie | Betreiber | Verlauf |
| ----- | --------- | --- |
| 411   | west      | morgens: Kehrbusch → Isengraben → Flassenberg → Rath-Anhoven Schule → Schönhausen → Felderhof → Bissen bei Beeck → Moorshoven → Holtum → Uevekoven → Wegberg → Beeck Grundschule morgens: Bissen → Busch → Holtmühle → Kipshoven → Gripekoven – Ellinghoven → Beeck Grundschule → Wegberg mittags/nachmittags: Wegberg → Beeck Grundschule → Holtum → Uevekoven → (Bissen →) Busch → Holtmühle → Kipshoven → Gripekoven → Ellinghoven → Moorshoven → Bissen bei Beeck → Felderhof → Schönhausen → Rath-Anhoven Schule → Isengraben → Flassenberg → Kehrbusch |
| 412   | west      | Erkelenz Bf – Erkelenz Gymnasium / Erkelenz Burg – Borschemich (neu) – Kuckum (neu) – Keyenberg (neu) – Rath-Anhoven – Mehlbusch – Kipshoven – Moorshoven – Beeck – Beeckerheide – Gerichhausen – Wegberg Bf – Wegberg Busbf |
| 413   | west      | (Wegberg Schulzentrum –) Wegberg Busbf – Klinkum – Bischofshütte – Petersholz – Arsbeck – Dalheim Bf – Rödgen – Wildenrath – (Wildenrath Gewerbegebiet –) Wassenberg – Orsbeck – Unterbruch – Heinsberg Busbf (← Heinsberg AOK) |
| 418   | west      | Erkelenz Bf (– Erkelenz ZOB) (→ Kehrbusch → Isengraben → Flassenberg) / (← Isengraben ← Kehrbusch) – Grambusch – Schwanenberg – Geneiken – (Wildenrath Gewerbegebiet –) Tüschenbroich – Watern – Wegberg Busbf (– Wegberg Bf – Harbeck – Merbeck – Venn – Tetelrath – Silverbeek – Niederkrüchten) |

Wegberg liegt am Eisernen Rhein, der gegenwärtig von VIAS auf der Schwalm-Nette-Bahn (RB 34) mit Triebwagen des Typs LINT 41 im Stundentakt bedient wird. Der Streckenteil zwischen Dalheim und Roermond in den Niederlanden wird derzeit nicht befahren, soll aber reaktiviert werden. Dies ist jedoch umstritten: Jenseits der Grenze steht der Naturschutz im Vordergrund (die Trasse verläuft durch den Nationalpark De Meinweg); hierzulande wird über neue Trassenführungen und Lärmbelästigung diskutiert.
Im Stadtgebiet von Wegberg befinden sich drei Bahnstationen: der Bahnhof Dalheim, der Haltepunkt Arsbeck und der Bahnhof Wegberg. Somit ist Wegberg nach der Kreisstadt Heinsberg die Stadt mit den zweitmeisten Stationen im Kreis Heinsberg. An der Blockstelle in Klinkum zweigt die Stichstrecke zum Bahnprüfcenter und eine Anschlussbahn zum ehemaligen Militärflugplatz RAF Brüggen ab.
Das Bahnprüfzentrum in Wegberg-Wildenrath hat außerdem für die Stadt eine wichtige wirtschaftliche Bedeutung.

### Der Grenzlandring

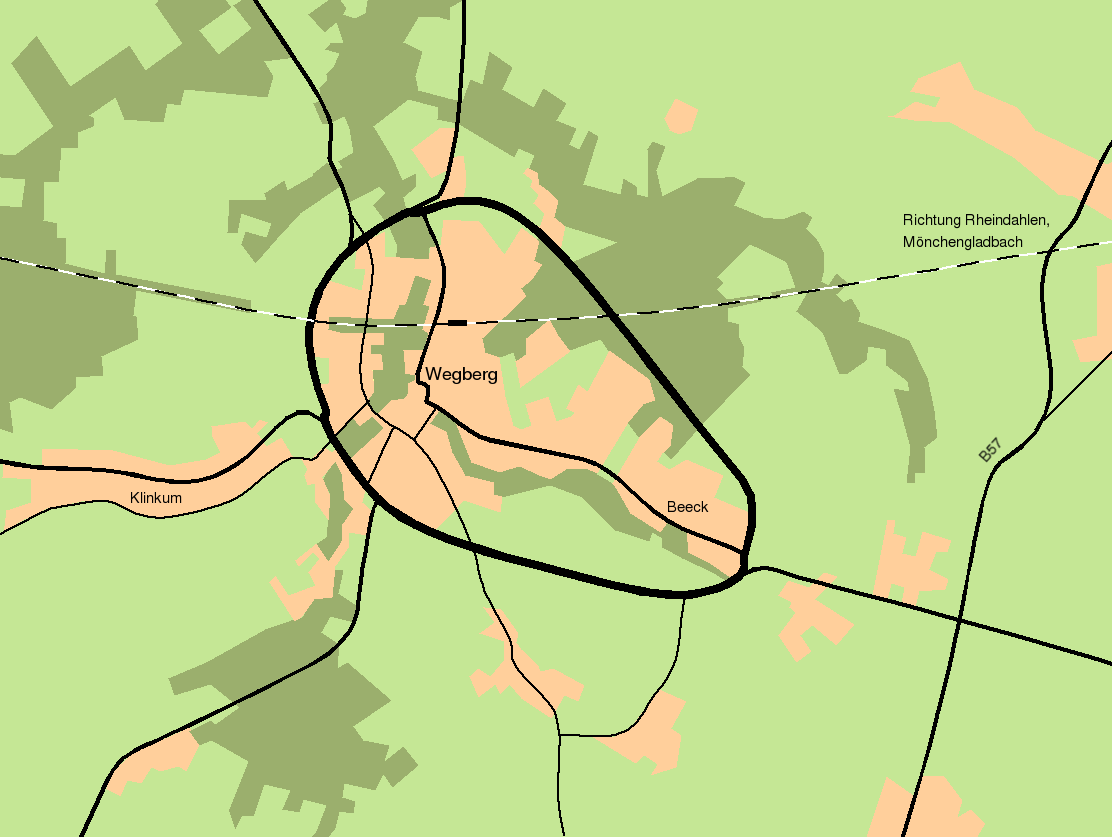
Der Grenzlandring ist heute Umgehungsstraße um Wegberg herum

Um die Stadt Wegberg herum führt mit dem Grenzlandring eine neun Kilometer lange, ovalförmige Ringstraße, die noch vor Beginn des Zweiten Weltkrieges mit einem Kostenaufwand von etwa 3,3 Millionen Reichsmark für den Westfeldzug gebaut wurde. Auf diesem damaligen Beton-Ovalkurs mit minimal überhöhten Kurven wurden zwischen 1948 und 1952 vor bis zu 300.000 Zuschauern fünf große Auto- und Motorradrennen ausgetragen, bis es am 31. August 1952 zu einem Unfall mit insgesamt mindestens 13 Toten (manche Quellen sprechen von 14 Toten) und 42 Verletzten kam. Der Berliner Helmut Niedermayr geriet ausgangs der Roermonder Kurve mit seinem Formel-2-Rennwagen aus ungeklärten Gründen mit annähernd 200 km/h von der Strecke und überfuhr die ungeschützten Zuschauer. Unmittelbar darauf sperrte man den Grenzlandring für alle weiteren Rennsport-Aktivitäten. Seitdem wurde der Grenzlandring nicht mehr für den Motorsport genutzt und seine tragische Sporthistorie geriet weitgehend in Vergessenheit. Heutzutage ist er asphaltiert und präsentiert sich dem Verkehrsteilnehmer, nach verschiedenen Umbauten in den Kurven, nicht mehr als geschlossene Ringstraße. Zum 60. Jahrestag des Unfalls wurde am 31. August 2012 an der Unfallstelle durch den Historischen Verein Wegberg ein Gedenkstein errichtet, der an die 13 offiziell bekannten Todesopfer erinnert.

### Ansässige Unternehmen
- Siemens-Prüfcenter Wegberg-Wildenrath
- Formzeug GmbH & Co KG, Kunststoffspritzguss und Formenbau
- Fritz Driescher KG, Spezialfabrik für Elektrizitätswerksbedarf GmbH & Co.
- Heyer Beton
- Wolters-Beton
- Verzinkerei März
- Lederfabrik Heinen
- Fruchtsaftkelterei Gebr. Bertrams GmbH & Co. KG
- Rübenkrautfabrik Bernd Spelten, Holtum
- Clevercat GmbH
- AR-LEDtech Solutions GmbH

Darüber hinaus sind in Wegberg weitere Firmen ansässig.

### Ehemaliger Militärflugplatz RAF Wildenrath
Von 1952 bis 1992 betrieb die Royal Air Force einen Flugplatz bei Wildenrath. Die Bauarbeiten begannen 1950 mit der Rodung von Waldparzellen. Es entstand eine Start- und Landebahn von 1830 Meter Länge, diese wurde später noch einmal um 610 Meter verlängert. Neben dem Flugplatz wurde eine Wohnsiedlung mit 180 Gebäuden gebaut. 1970 wurden Senkrechtstarter Harrier in Wildenrath stationiert, 1976 Phantom-Jagdbomber. Diese stellten bis zur Wiedervereinigung Deutschlands die Quick-Reaction-Alert-Bereitschaft (Alarmrotte) für Nordwestdeutschland.
In den ersten Jahren nach Beendigung des Flugbetriebes wurde das riesige Areal des ehemaligen Flugplatzes als Musikfestivalgelände genutzt. 1993 fand darauf das dreitägige Rockkonzert Rock over Germany statt. In den folgenden zwei Jahren wurde hier Summerjam, ein Reggae-Festival veranstaltet.

### RAF Krankenhaus Wegberg
Außerdem betrieb die Royal Air Force zwischen 1953 und 2010 ein Militärkrankenhaus mit Krankenpflegeschule und spezieller Entbindungsstation in Wegberg. Das Krankenhausgebäude wurde 2019 abgerissen und das Gelände soll renaturiert werden.

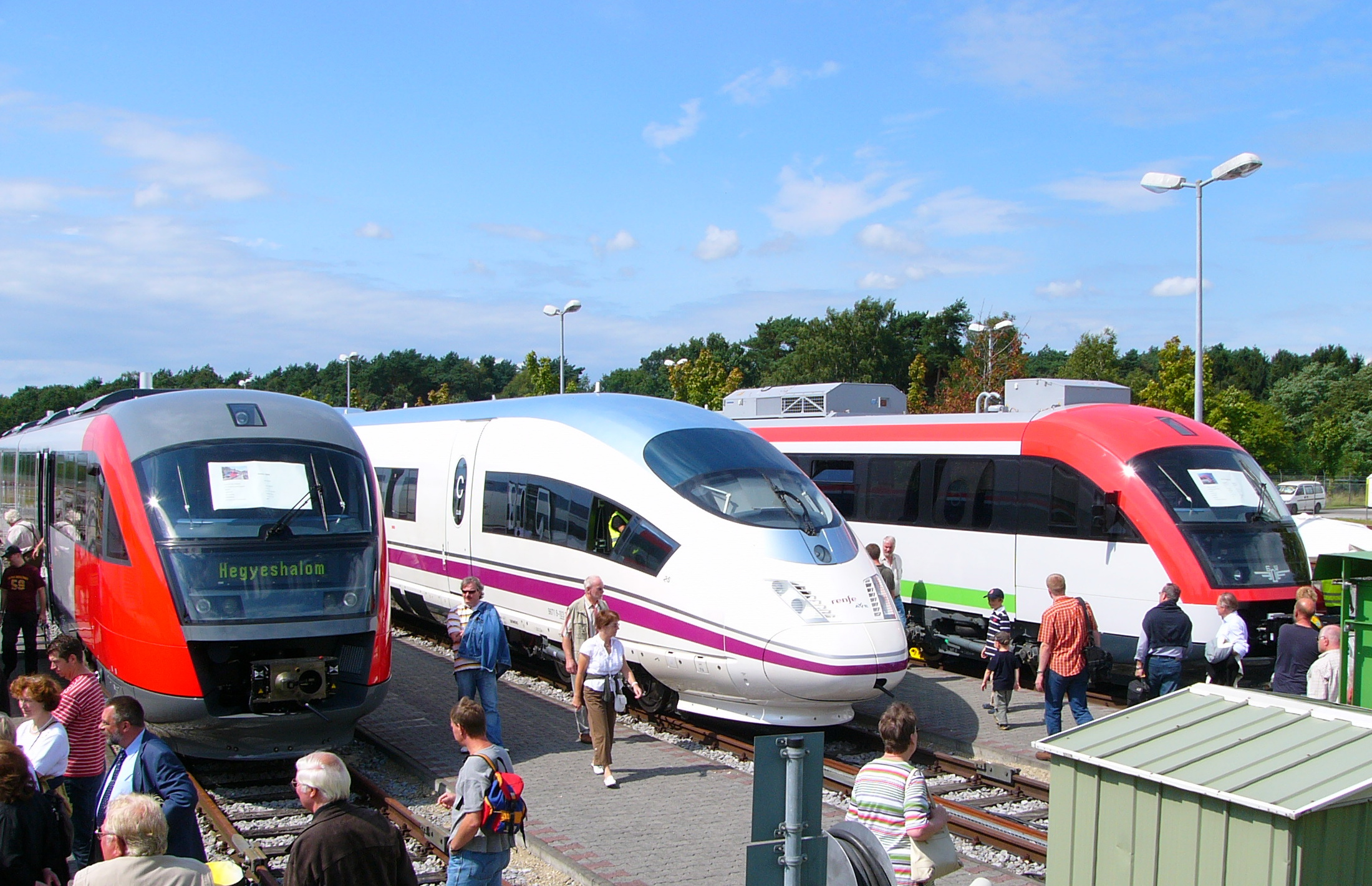
Im Prüf- und Validationscenter der SIEMENS AG bei einem Tag der Offenen Tür

### Gewerbe- und Industriepark Wegberg-Wildenrath

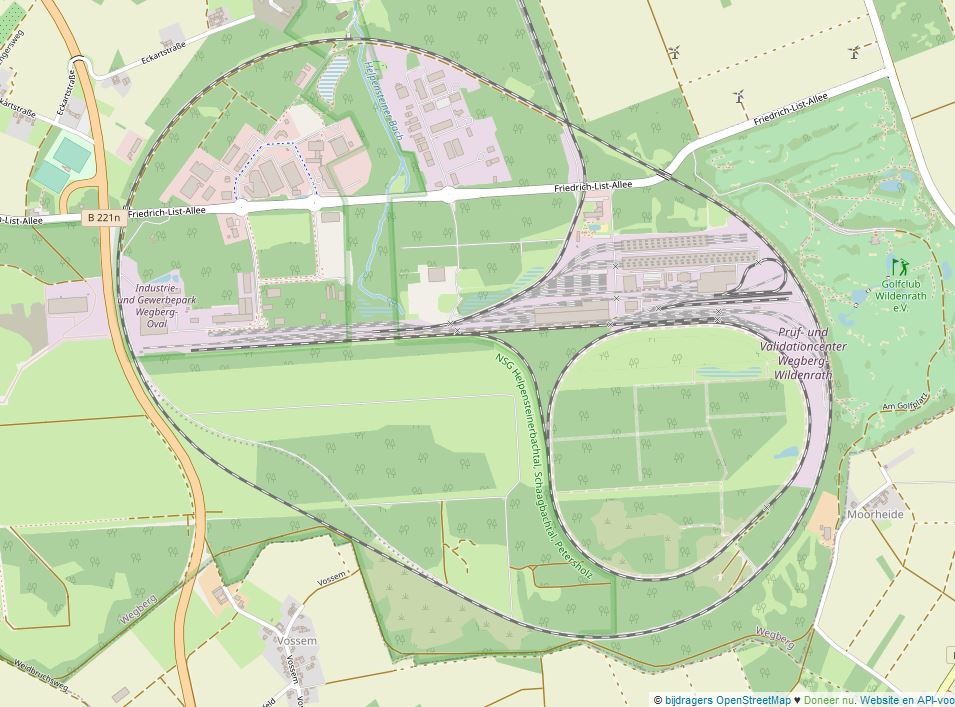
Eisenbahn-Prüfcenter Wegberg-Wildenrath

Heute befindet sich auf dem Gelände des ehemaligen Militärflugplatzes, nach erfolgreicher Konversion, der Gewerbe- und Industriepark Wegberg-Wildenrath, unter anderem mit dem Siemens-Prüfcenter Wegberg-Wildenrath für Schienenfahrzeuge sowie dem Naturparkzentrum Wildenrath mit einer Bionik-Ausstellung im Foyer des Hotelkomplexes Listzentrum.

### Touristik
In der Nähe des städtischen Hallenbades und einer Bushaltestelle befindet sich ein Wohnmobilstellplatz mit zehn Stellplätzen. Er verfügt über eine zentrale Ver- und Entsorgungsanlage.

### Sankt-Antonius-Klinik

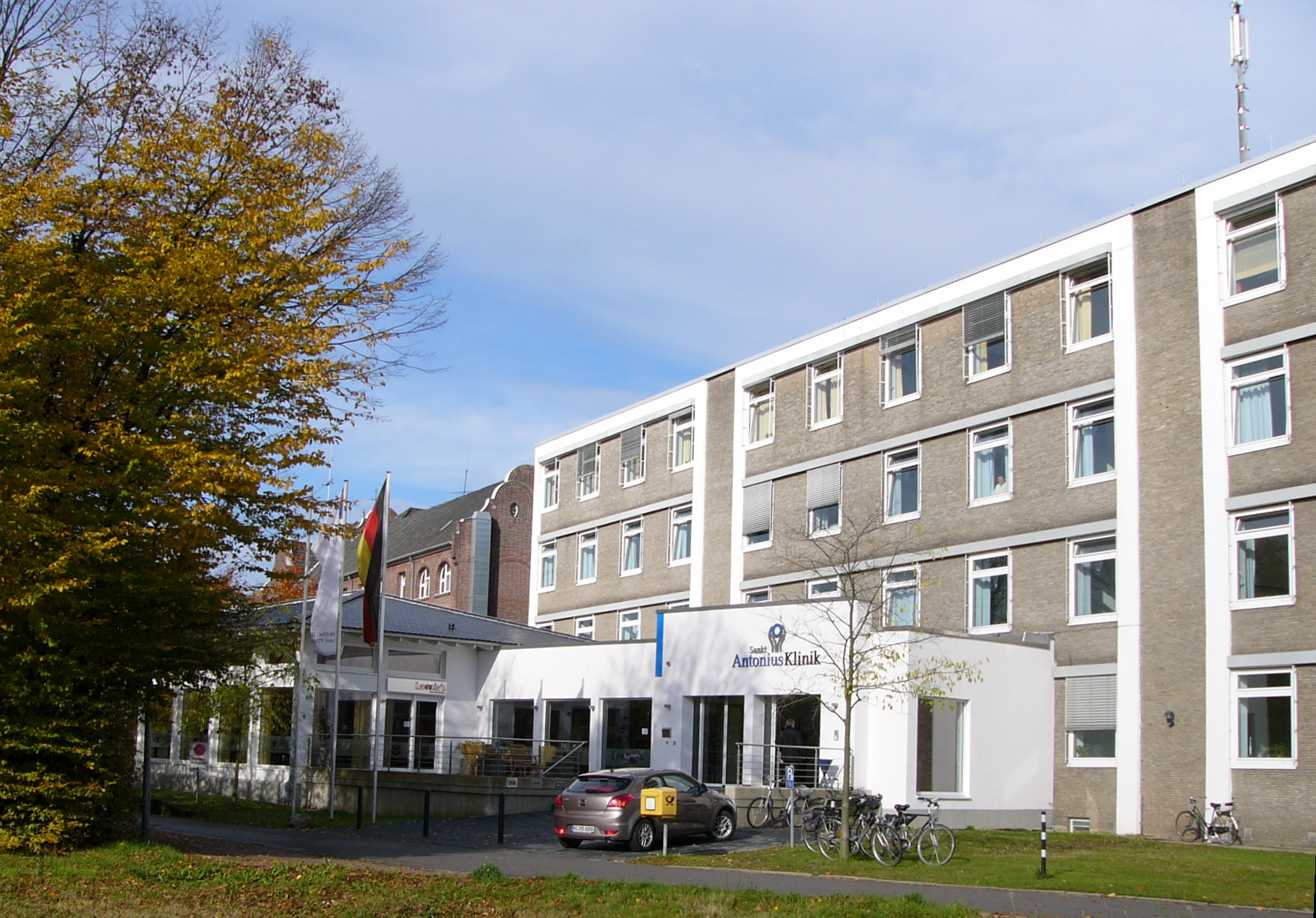
Sankt-Antonius-Klinik

Die Sankt-Antonius-Klinik wurde am 26. September 1905 von Franziskanerinnen als „Bewahrschule“ eröffnet. Das Krankenhaus verfügte 2010 über 93 Betten für die Fachbereiche Chirurgie, Innere Medizin, Anästhesie und HNO. Am 2. Juni 2017 stellte die Klinik ohne Vorankündigung ihren Betrieb ein, die noch vorhandenen Stationär-Patienten wurde kurzfristig auf andere Krankenhäuser verteilt. Laut späterer Pressemitteilung lohnte der Betrieb schon seit einiger Zeit nicht mehr, da es an den nötigen Belegungen mangelte.

### Bildung
- vier Grundschulen an sechs Standorten[45]
- Maximilian-Kolbe-Gymnasium Wegberg[46]
- Edith-Stein-Realschule Wegberg[47]
- Schule am Grenzlandring (Hauptschule)[48]
- DPSG-Jugendbildungsstätte Haus Sankt Georg[49]

## Persönlichkeiten

### Ehrenbürger
- 1959: Anton Ruppertzhoven (1886–1967), Domkapitular, Ehrendechant und Geistlicher Rat, Pfarrer in Dalheim-Rödgen von 1922 bis 1967, Ehrenbürger der Gemeinde Arsbeck
- 1970: Wilhelm Hermanns (1909–1991), Bürgermeister der Gemeinde Wegberg von 1958 bis 1969, Ehrenbürger der Gemeinde Wegberg
- 1973: Josef Karduck (1908–1982), Gemeindedirektor in Wegberg (1950–1973)
- 1980: Maria Laetsch (1897–1992), „Schwester Leonia“, Ordensschwester im St. Antonius-Krankenhaus Wegberg
- 1994: Gottfried Jakobs (1924–2013), Bürgermeister von Dezember 1985 bis November 1994, Ehrenbürgermeister
- 2009: Hedwig Klein (1945–2024), Bürgermeisterin von Dezember 1994 bis Oktober 2009, hauptamtliche Bürgermeisterin von Oktober 1999 an, Ehrenbürgermeisterin

### In Wegberg geboren

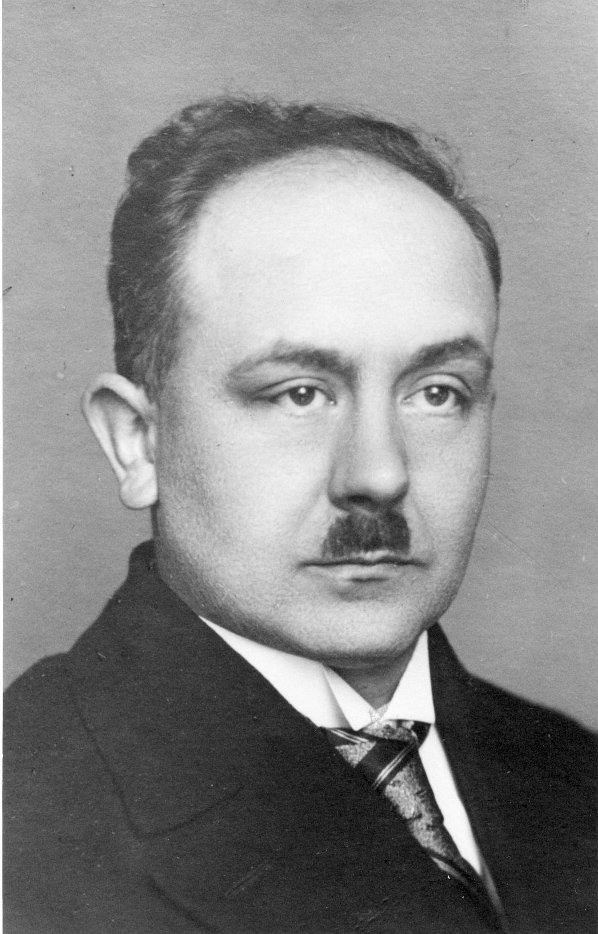
Karl Peters (1894–1977) um 1930

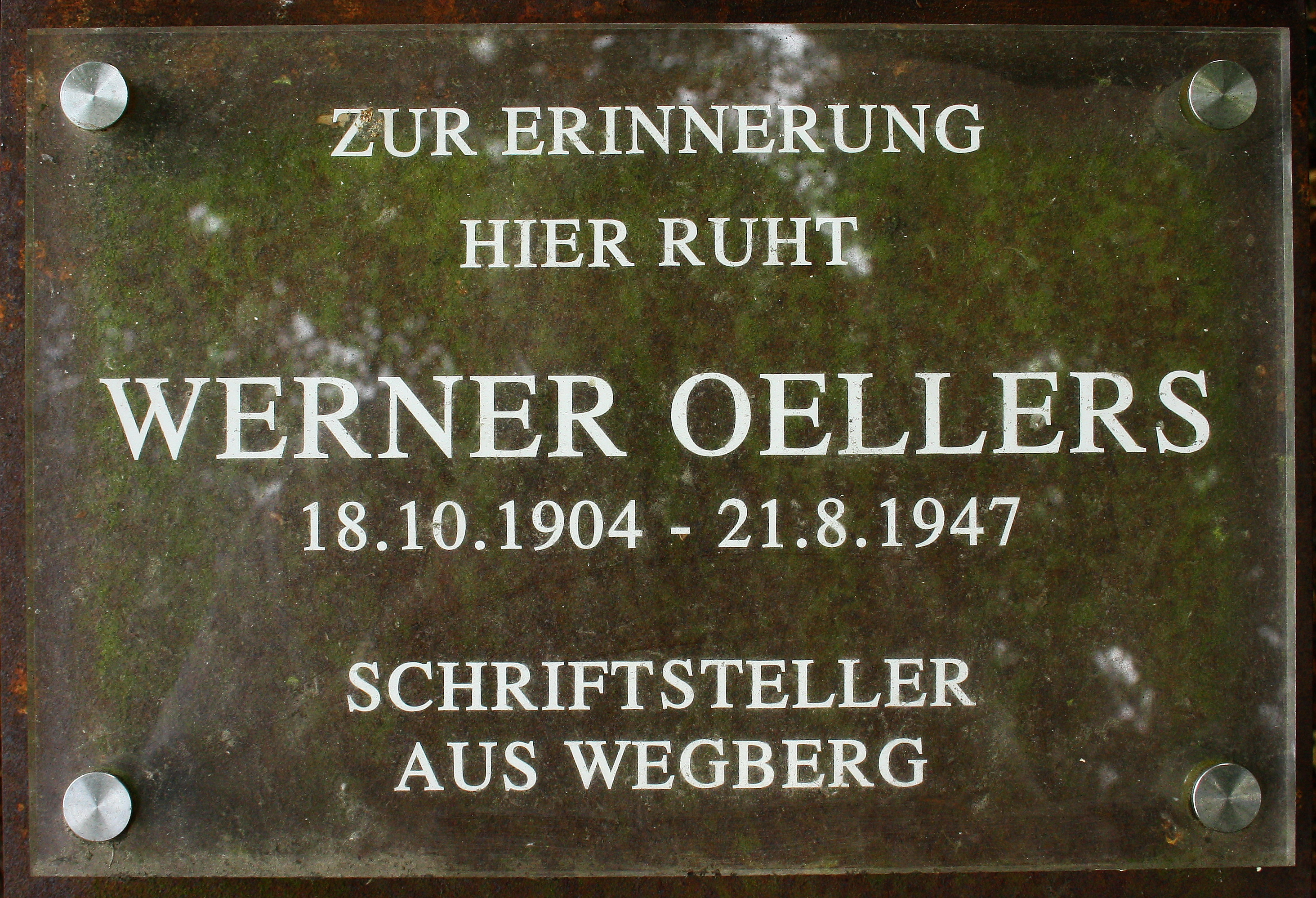
Gedenktafel für Werner Oellers (1904–1947) auf dem alten Friedhof in Wegberg

- Johann Berka (Wegberg) (um 1410–1482), Dekan der theologischen Fakultät in Köln, Stiftskanoniker, Professor der Theologie
- Johann Jans gnt. von Tüschenbroich (Tüschenbroich) (u.1440–1510), Dompropst in Wetzlar und in Regensburg, Stiftsherr in Utrecht
- Alexander Josef Inderfurth (1781–1854), Bürgermeister von Beeck 1808–1854, in Personalunion auch von Wegberg (1850–1854), vertrat 1804 mit 15 weiteren Deputierten das Roer-Departement bei der Krönung Napoleons zum Kaiser.
- Johann Arnold Ellinghoven (1813–1890), genannt „Schur-Nölleske“ – Heiler, Naturheilkundiger, „Heilpraktiker“ aus Moorshoven
- Peter Jakob Schrammen (1838–1908), Gymnasiallehrer und Rektor, Professor Dr. phil., Träger des Roten Adlerordens IV.Klasse
- August Eskens (1843–1913), Wirklicher Geheimer Oberbergrat, Dozent TU Berlin, beim Ministerium für Handel und Gewerbe in Berlin
- Anton Gatzenmeier (1849–1935), Geistlicher Rat, Vorsteher der Alt-Katholischen Kirche in München
- Josepha Amanda Birckmann (1853–1917), genannt „Mutter Ludmilla Birckmann“ – 7. Generaloberin der Franziskannerinnen-Orden (1896–1917)„Von der Buße und der christlichen Liebe“ Heythuysen (NL) – Nonnenwerth (D)
- Alexander Iven (1854–1934), Bildhauer
- Matthias Eickels (1887–1942), Eisenbahner aus Beeckerheide, gestorben im KZ Dachau.
- Karl Peters (1894–1977), Gemeindeobersekretär, Bürgermeister von 1945 bis 1946, Gemeindedirektor 1946 sowie von 1947 bis 1949, Heimat- und Mundartforscher
- Hermann Fuchs (1896–1970), Bibliothekar, Direktor an der Universitätsbibliothek Mainz von 1955 bis 1962
- Werner Oellers (1904–1947), Schriftsteller und Journalist
- Norbert Schlagheck (1925–2002), Professor für Gestaltung und Design
- Hartmut Laufhütte (* 1937), Germanist, Literaturwissenschaftler und emeritierter Hochschullehrer
- Hubert Plücken (1937–2022), Maler
- Manfred Karduck (* 1939), Priester, Pädagoge sowie Chor- und Orchesterleiter
- Herbert Mai (* 1947), ehemaliger Gewerkschaftsvorsitzender (ÖTV) und Verwaltungsmanager
- Norbert Pflippen (1947–2011), Sportmanager
- Gesa Amfelde (1952–2004), Malerin, Zeichnerin und Lyrikerin
- Johannes Donner (* 1952), Maler
- Gerd Hachen (* 1952), Politiker, Landtagsabgeordneter (CDU)
- Udo Pastörs (* 1952), Politiker (NPD), Landtagsabgeordneter und Neonazi-Kader
- Karin Schmitt-Promny (* 1953), im Ortsteil Arsbeck geborene Politikerin
- Marika Adam (* 1954), österreichische Schauspielerin und Theaterregisseurin
- Margarete Müller (* 1956), Managerin in der Finanzwirtschaft
- Frank Siegmund (* 1956), Prähistoriker und Archäologe
- Udo Kamps (* 1959), Mathematiker, Statistiker, Hochschullehrer
- Norbert Reuter (* 1960), Volkswirt
- David Phillips (* 1963), walisischer Fußballspieler
- Bernd Herzogenrath (* 1964), Amerikanist und Professor
- René Hiepen (* 1966), Moderator, Reporter und Produzent
- Christian Macharski (1969–2020), Kabarettist und Autor
- Gunnar Hindrichs (* 1971), Philosoph und Hochschullehrer
- Volker Hermes (* 1972), ist ein deutscher bildender Künstler
- Alan Neilson (* 1972), walisischer Fußballspieler
- Christopher „Chris“ Mark Clarkson (MP) (* 1982), britischer Parlamentsabgeordneter
- Sean Goss (* 1995), englischer Fußballspieler

### Mit Wegberg verbunden
- Franz Freiherr von Spiering (1582–1649), Geheimer Rat, jülichscher Landmarschall (u. a.), Herr zu Tüschenbroich und Sevenaer, Erbauer von Schloss Tüschenbroich, Stifter des Kreuzherrenklosters in Wegberg, Gouverneur zu Düsseldorf, Amtmann von Remagen, Sinzig und Neuenahr, Amtmann von Wassenberg – bekleidete hohe und höchste Funktionen im Herzogtum Jülich-Berg in der Zeit des Dreißigjährigen Krieges.
- Johannes Reynders (um 1692–1741), Prior Wegberg, Professor für Philosophie und Theologie, Generalprior des Kreuzherrenordens von 1735 bis 1741
- Jakob Hoogen (1742–1805), Aufklärer und Pädagoge, letzter Prior des Kreuzherrenklosters in Wegberg
- Wilhelm Joseph Wings (1818–1865), Bildhauer und Steinmetz, verwandt mit der Bildhauer-Familie Imhoff in Köln
- Bernard Bartmann (1854–1939), Unternehmer
- Anton Raky (1868–1943), Bergbauingenieur und Unternehmer
- Anton Heinen (1869–1934), Pfarrer in Rickelrath (1932–1934), Erwachsenenpädagoge – Die Volkshochschule des Kreises Heinsberg ist nach ihm benannt.
- Johanna Cecilie „Hanny“ Stüber (1870–1955), Malerin
- Else Neumüller (1875–1934), Malerin und Graphikerin
- Peter Josef Schmitz (1879–1944), Bürgermeister von Düren (1933–1942)
- Franz Stappers (1884–1945), Pfarrer in Rickelrath (1934–1945) und NS-Opfer im Zuchthaus Lüttringhausen
- Heinrich Bartmann (1898–1982), Architekt, Stadtplaner und Hochschullehrer
- Fritz Mühlen (1906–1981), Maler
- Emil „Teddy“ Vorster (1910–1976), Unternehmer, Automobilrennfahrer und Motorsport-Funktionär
- Karl H. Fell (1936–1996), Richter, Politiker, Bundestagsabgeordneter, Bürgermeister in Wegberg von 1972 bis 1985
- Hans Heyer (* 1943), Automobilrennfahrer und Unternehmer
- Günter vom Dorp (* 1950), Journalist, Sänger, Autor und Hörfunkmoderator
- Eddi Laumanns (* 1952), Motorsportjournalist, Pressefotograf und Fachbuchautor
- Yvonne Mümo-Neumann (* 1956), Bildhauerin
- Claus Krämer (* 1957),  Autor, Illustrator, Maler und Musiker
- Ralf Rudnik (* 1959), Musikproduzent, ehemaliges Mitglied der Kölner Musikgruppe „Höhner“
- Norbert Kostka (* 1960), Architekt und Künstler
- Franz Christian Ackermann (* 1963), Boxer
- Sascha Klaar (* 1971), Show-Pianist
- Christian Dorda (* 1988), Fußballspieler

### Periodika
- Berker Läeve – Das Wegberger Journal, Alles über das Leben und die Leute in Wegberg, Neuigkeiten aus der Verwaltung, Veranstaltungshinweise, Vereinsaktivitäten, Kirche, Politik

Erscheinungsweise: 10 × im Jahr, Internetseite: www.berker-läeve.de, DIN A4, 1. Ausgabe Dezember 2016
- Berker Bote, Beiträge aus der Geschichte der Schwalmstadt, Historischer Verein Wegberg e. V., DIN A5, 1994 bis 2010, Ausgabe 1 bis 29[50]
- Berker Bote, Vergangenheit und Gegenwart, Historischer Verein Wegberg e. V., DIN A4, ab Ausgabe Nr. 1/2011

Erscheinungsweise: zweimal jährlich
- Unterwegs in Wegberg, Sehenswertes – Historisches in unserer Stadt, Historischer Verein Wegberg e. V., DIN A5, 1995 bis 2010, Ausgabe 1 bis 16[51]
- Unterwegs in Wegberg, Wissenswertes, Historisches und Sehenswertes, Historischer Verein Wegberg e. V., DIN A4, ab Ausgabe 1/2011

Erscheinungsweise: zweimal jährlich
- Pfarrbrief der Pfarrei St. Martin Wegberg, Infos für die Wegberger Gemeinden: St. Adelgundis Arsbeck, St. Vincentius Beeck, St. Rochus Dalheim, Zur Heiligen Familie Klinkum, St. Maternus Merbeck, St. Rochus Rath-Anhoven, St. Mariä Himmelfahrt Rickelrath, Heilig Geist Tüschenbroich, St. Peter und Paul Wegberg, St. Johann Baptist Wildenrath. Konzept/Design: artkonzeptkörner, Michael Körner, Wegberg, St. Martin Wegberg, DIN A4, ab Ausgabe 1/2013. Erscheinungsweise: monatlich

### Schriftenreihen
- Berker Hefte, Ausgabe 1 bis 6[52]
- Beecker Blätter, Aufsätze zur Geschichte und Gegenwart unserer Heimat, Heimatverein Beeck e. V., 1984 bis 2004, Ausgabe 1 bis 17[53]